# Galatina
Galatina (San Pietro in Galatina fino al 1861, Ας Πέτρο, As Pètro in dialetto grico, San Pietru in dialetto locale) è un comune italiano di 25 206 abitanti della provincia di Lecce in Puglia.
Situato nel Salento centrale, si fregia per regio decreto del titolo di città dal 20 luglio 1793.

## Geografia fisica

### Territorio
La città sorge 21 km a sud di Lecce, sul declivio orientale di una leggera altura, con il centro storico a 78 m s.l.m., costruito in modo da raccogliere in profonde cisterne scavate nel calcare l'acqua piovana che scende da ovest. Il territorio circostante degrada fino a 39 metri s.l.m. in direzione di Soleto mentre il punto più alto raggiunge gli 84 metri s.l.m. in direzione di Galatone.
L'abitato si estende per circa 5 chilometri sull'asse est-ovest essendo limitato a nord dalla ferrovia ed a sud-est dal cementificio e dal cimitero. La terra "rossa" è molto fertile ed in alcuni punti anche argillosa. Le coltivazioni principali sono la vite e l'ulivo anche se con l'utilizzo dei pozzi artesiani è stata possibile la produzione di primizie ortofrutticole. Oltre al tabacco vi si produce la tipica patata novella sieglinde da esportazione.
Il territorio comunale, che si estende per 81,86 km², confina a nord con i comuni di Copertino e Lequile, a est con i comuni di Soleto e Corigliano d'Otranto, a sud con i comuni di Sogliano Cavour, Cutrofiano, Aradeo e Seclì, a ovest i comuni di Galatone e Nardò.
Territorio pianeggiante caratterizzato dalla presenza di macchia mediterranea e colture di ortaggi (famosi i meloni). Nella zona est, per via dell'installazione intensiva di impianti fotovoltaici (vd. google map) negli anni 2008-2012 la macchia mediterranea e le colture sono scomparse.

### Clima
Secondo i dati della stazione meteorologica di Lecce Galatina la zona, che rientra nel territorio del basso Salento, presenta tipico clima mediterraneo, con inverni miti ed estati caldo umide. In base alle medie di riferimento, la temperatura media del mese più freddo, gennaio, si attesta attorno ai +9 °C, mentre quella del mese più caldo, agosto, si aggira sui +25 °C. Le precipitazioni medie annue, che si aggirano intorno ai 676 mm, presentano un minimo in primavera-estate ed un picco in autunno-inverno.
Facendo riferimento alla ventosità, i comuni del basso Salento risentono debolmente delle correnti occidentali grazie alla protezione determinata dalle serre salentine che creano un sistema a scudo. Al contrario le correnti autunnali e invernali da Sud-Est, favoriscono in parte l'incremento delle precipitazioni, in questo periodo, rispetto al resto della penisola.
| GALATINA                   | Mesi | Mesi | Mesi | Mesi | Mesi | Mesi | Mesi | Mesi | Mesi | Mesi | Mesi | Mesi | Stagioni | Stagioni | Stagioni | Stagioni | Anno |
| GALATINA                   | Gen  | Feb  | Mar  | Apr  | Mag  | Giu  | Lug  | Ago  | Set  | Ott  | Nov  | Dic  | Inv      | Pri      | Est      | Aut      | Anno |
| -------------------------- | ---- | ---- | ---- | ---- | ---- | ---- | ---- | ---- | ---- | ---- | ---- | ---- | -------- | -------- | -------- | -------- | ---- |
| T. max. media (°C)         | 12,4 | 13,0 | 14,8 | 18,1 | 22,6 | 27,0 | 29,8 | 30,0 | 26,4 | 21,7 | 17,4 | 14,1 | 13,2     | 18,5     | 28,9     | 21,8     | 20,6 |
| T. min. media (°C)         | 5,6  | 5,8  | 7,3  | 9,6  | 13,3 | 17,2 | 19,8 | 20,1 | 17,4 | 13,7 | 10,1 | 7,3  | 6,2      | 10,1     | 19,0     | 13,7     | 12,3 |
| Precipitazioni (mm)        | 80   | 60   | 70   | 40   | 29   | 21   | 14   | 21   | 53   | 96   | 109  | 83   | 223      | 139      | 56       | 258      | 676  |
| Umidità relativa media (%) | 79,0 | 78,9 | 78,6 | 77,8 | 75,7 | 71,1 | 68,4 | 70,2 | 75,4 | 79,3 | 80,8 | 80,4 | 79,4     | 77,4     | 69,9     | 78,5     | 76,3 |

- Classificazione climatica di Galatina:[7]
  - Zona climatica: C
  - Gradi giorno: 1201

## Storia
Il primo documento storico che parla di Galatina è un atto notarile del 1178 in cui viene citato il "casale Sancti Petri in Galatina". Una tradizione popolare, di origine cattolica, vorrebbe che l'Apostolo san Pietro si fermasse in questo luogo nel suo viaggio da Antiochia a Roma. Solo dopo l'Unità d'Italia, nel 1861, la città riprese il suo nome originario di Galatina.
Nel periodo svevo fu feudo dei signori De Persona-De Matino in quanto parte della contea di Soleto. Con l'avvento degli Angiò il casale andrà ad Anselin de Toucy e quindi ad Ugo e Raimondo del Balzo. Da questi passò al nipote Nicolò Orsini e quindi al suo secondogenito Raimondello.
Questo magnifico principe vi fece costruire nel 1391 la chiesa di Santa Caterina d'Alessandria quale ex voto per essere tornato vittorioso dalla Terrasanta con una reliquia della santa.
Anche il figlio di Raimondello, Giovanni Antonio Orsini del Balzo, sepolto col padre nell'abside della chiesa, ingrandì e completò l'opera con l'annesso convento ed un ospedale dotandoli di cospicue rendite fondiarie.
Il feudo di Aradeo prima e poi quelli di Bagnolo del Salento, Torrepaduli e Collemeto erano sotto la giurisdizione del convento di Santa Caterina tanto che fu necessario nominare un amministratore.
Venne fin da allora fissato il mercato settimanale al giovedì, e la grande fiera di bestiame di Santa Caterina al cadere del 25 novembre di ogni anno. Entrambi si svolgevano nel largo Fontana, attuale piazza Alighieri, attirando visitatori e mercanti di bestiame da ogni parte del Meridione. Qui i forestieri, nelle notti precedenti il mercato, potevano riposare e dissetare i loro animali, fruire di essenziali servizi tra cui la fontana: un grande pozzo d'acqua sorgiva scavato al centro dello spazio.
L'ospedale, i servizi civici, la chiesa di Santa Caterina, il mercato del giovedì e altre attività commerciali permetteranno a San Pietro in Galatina di ingrandirsi velocemente. Tra il 1459 e il 1463, Galatina ha circa 2.900 abitanti contro i circa 1.100 di Soleto.

### Dalla contea al ducato
Alla morte del principe Giovanni Antonio Orsini del Balzo la città si era così ingrandita da essere elevata a ducato nel 1485 quando fu data dal re di Napoli Ferrante d'Aragona a Giovanni Castriota II (in albanese Gjon Kastrioti), figlio di Giorgio Castriota, detto Scanderbeg, per i servizi resi nella battaglia di Otranto (1480-1481), nella guerra di Ferrara (1482-1484) contro la Repubblica di Venezia e nel recupero di Gallipoli nel giugno del 1484, sanguinosamente conquistata dalla Serenissima. Ferrante gli concesse il titolo di conte, assegnandogli però, in cambio dei feudi, ereditati dal padre (San Giovanni Rotondo e di Monte Sant'Angelo), i feudi di Soleto e di San Pietro in Galatina, e senza confermargli gli eccezionali privilegi doganali e giurisdizionali di cui aveva goduto il padre.
Giovanni e suo figlio Ferrante furono il primo e secondo duca di Galatina.
Sotto i Castriota si ebbe una fioritura culturale ed oltre al sorgere di una corte, videro i natali anche il "canzoniere" di Vernaleone, il cui figlio fu amico di Tommaso Campanella, il mistico Pietro "Galatino", i filosofi Marcantonio Zimara, Francesco Cavoti, gli scultori Nicola Ferrando e Nuzzo Barba e il misterioso pittore Lavinio Zappa.
L'unica figlia legittima del duca Ferrante, Irene Castriota Scanderbeg (3ª duchessa di San Pietro in Galatina), nata da Andreana Acquaviva d'Aragona dei duchi di Nardò, portò il ducato di Galatina e la contea di Soleto nella famiglia Sanseverino dopo il suo matrimonio nel 1539 con il principe di Bisignano Pietro Antonio Sanseverino appartenente ad una nobile famiglia napoletana.

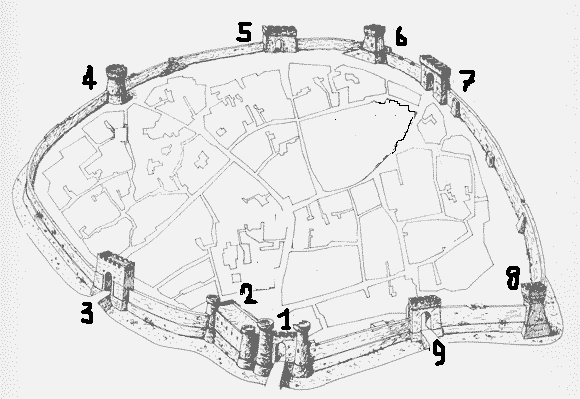
Mura di Galatina nel '500

A questo periodo risalgono le attuali porte e mura di Galatina. Delle originali cinque porte della città è possibile ammirare ancora oggi solo Porta Nuova (a nord), Porta Luce (a ovest) e Porta Cappuccini (a est), nulla è rimasto, invece, della Porta di Santa Caterina (a sud) e di quella che si trovava all'imboccatura di piazza Alighieri (Porta della Piazza).
1. Porta della Piazza (1566)
2. Castello ducale
3. Porta S.Pietro o Porta Nuova
4. Torre Papadia (Tra il Carmine e le Anime)
5. Porta San Giorgio (poi dei Cappuccini)
6. Torre Capano
7. Porta Santa Caterina (1574)
8. Torrione Nachi
9. Porta Luce (la più antica e ricostruita nel 1795)

Quello che rimane del castello ducale dei Castriota è il palazzo che si affaccia in piazza Aligheri e che nel seicento faceva parte delle vecchie mura.
Rimaneggiato nei secoli XVIII-XX conserva solo poche tracce della costruzione originale.
Ospitò il vescovo di Otranto Mons.Adarzo de Santander (1657-1674) che lo scelse come residenza mentre non vide quasi mai presenti i suoi possessori.

### Dal XVII al XVIII secolo
Nel 1565 Irene morì a Cassano Calabro e nel 1569 il figlio Niccolò Bernardino Sanseverino venne a Galatina con la moglie Isabella della Rovere principessa di Urbino.
Furono accolti con archi trionfali, fochi artificiali e luminari per le strade (da G.Vacca - Un'inedita cronaca galatinese del cinquecento).
Nel 1615 Galatina e Noha furono cedute per i debiti degli eredi di Niccolò Bernardino Sanseverino (Morano 1541-Napoli 1606), principe di Bisignano, Morano e Corigliano Calabro, alla nobile famiglia genovese Spinola banchieri del Regno.

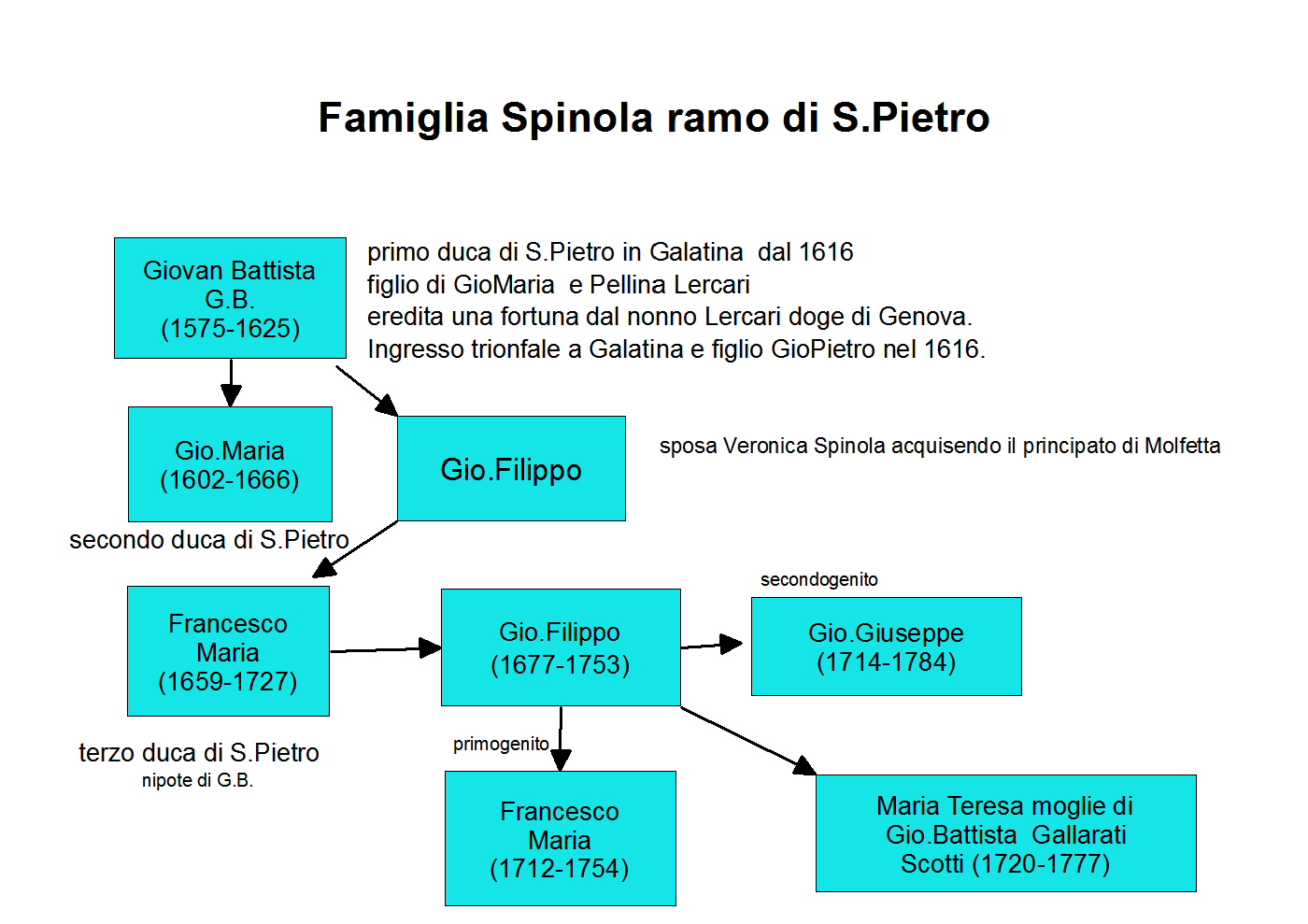
Spinola duchi di San Pietro in Galatina

Dell'ingresso di Giovan Battista Spinola e della moglie Maria nella città di San Pietro in Galatina nel 1616 esiste una rappresentazione in argento sbalzato e cesellato facente parte della collezione della famiglia Spinola in Genova che assieme ad altre quattro costituiva uno degli elementi decorativi esterni di un cofanetto.
Il figlio Giovan Filippo Spinola (1610-1660) commissionò all'olandese Mattheus Melijn l'esecuzione del manufatto in argento durante la sua permanenza a Genova dal 1630 al 1639 e sposò nel 1656 la cugina Veronica Spinola erede del principato di Molfetta. A Giovan Battista Spinola succedettero prima il figlio Gio.Maria (1602-1666) e poi il nipote Francesco Maria Spinola (1659-1727) che, diventato duca di Sabbioneta nel 1693, lasciò la residenza di Galatina al vescovo Santander. Da suo figlio Gio.Filippo (1677-1753) il titolo di duca di San Pietro in Galatina passò dapprima al primogenito Francesco Maria Spinola (1712-1754) e poi al secondogenito Gio.Giuseppe (1714-1784).
Non avendo quest'ultimo avuto figli nel 1784 passò alla sorella Maria Teresa che nel 1741 aveva sposato il nobile milanese Gio.Battista Gallarati Scotti. Quest'ultimo nel 1731 aveva ereditato dal patrigno conte Scotti cognome e feudi e alle sue proprietà lombarde aggiunse il Ducato di San Pietro in Galatina ed il principato di Molfetta ereditati dalla moglie.
Ultimo feudatario di Galatina il discendente Carlo Gallarati Scotti (1775-1840) fino al 1806 (anno in cui fu soppressa la feudalità) ma che ebbe confermati i suoi titoli nobiliari dal governo austriaco nel 1816 per la parte lombarda e nel 1828 dal re di Napoli per quella pugliese.
Il 20 luglio 1793 Galatina, con decreto di Ferdinando IV, fu dichiarata città.

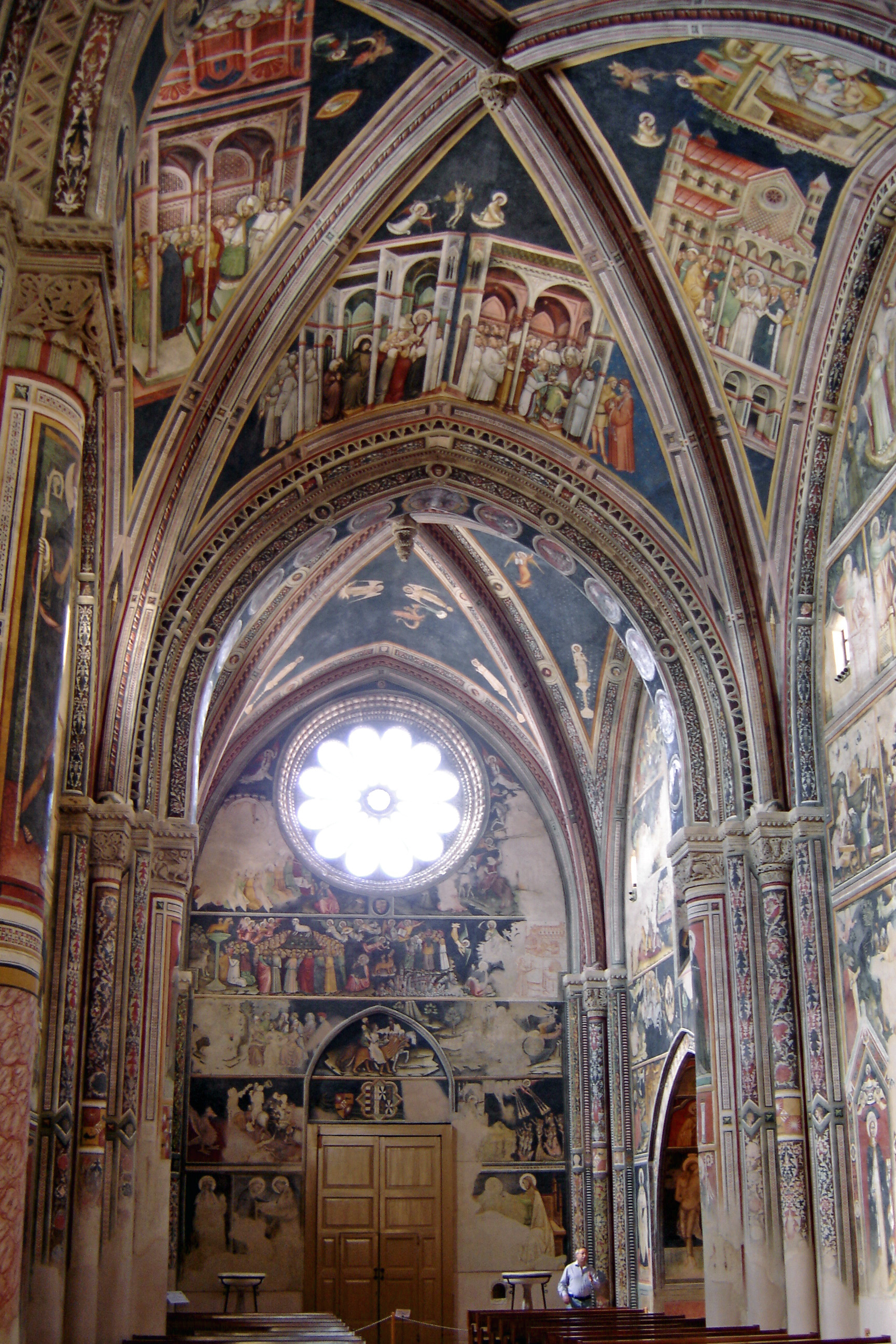
Interno della basilica di Santa Caterina d'Alessandria

### Dal XIX al XX secolo
Contribuirono alla diffusione della cultura, nell'Ottocento, alcuni istituti religiosi come i tre conventi di monaci, gli olivetani benedettini (gestori dell'ospedale detti "bianchini" per via dell'abito bianco), i cappuccini ed i padri delle Scuole Pie (scolopi).
Per le ragazze c'era l'educandato civile, le scuole normali, l'orfanotrofio e infine l'educandato presso il monastero di Santa Chiara.
Verso la fine dell'Ottocento vi era a Galatina un conservatorio e un convitto dal quale uscirono i cittadini più illustri.
Il convitto, la cui sede fu l'ex-convento delle Grazie, fu fondato nel 1854 dai Padri Scolopi con una duplice funzione, quella di convitto per studenti interni e quella di scuola per gli esterni.
Oltre alle scuole superiori Galatina deve la sua crescita demografica ed economica alla presenza di un grande ed efficiente ospedale.
Il primo fu fatto costruire da Raimondello Orsini vicino alla chiesa di Santa Caterina (attualmente sede del Municipio), gestito dai frati francescani.
Dopo la sua morte, fu ampliato e potenziato dalla moglie e regina Maria d'Enghien così da diventare punto di riferimento per tutto il Salento.
Nel 1499, l'amministrazione passò ai padri Olivetani, chiamati dagli Aragonesi che avevano sostituito gli Orsini.
Nel 1848 fu istituito in via P. Siciliani l'ospedale civile che prese prima il nome di ospedale del Carmine in quanto la sede era quella dell'antico convento dei Carmelitani e poi chiamato nel 1925 "Antonio Vallone".
Anche a Galatina ci furono moti carbonari a partire dal 1799 che si intensificarono dopo il 1815 con il ritorno dei Borboni a Napoli.
La "vendita" chiamata "Novelli Bruti" è documentata da un diploma di affiliazione del 30 luglio 1820 rinvenuto tra le carte del barone di Corigliano d'Otranto, Giacomo Comi. Le riunioni periodiche dei carbonari galatinesi avvenivano in qualche casolare dell'agro.
Una sede rimasta memorabile è quella della «Torre», nella masseria omonima, in agro di Soleto, sulla via per Corigliano d'Otranto.
Il 13 dicembre 1884 venne inaugurata la stazione ferroviaria sulla linea Lecce-Gallipoli e nel 1887 il nuovo cimitero.
Il 19 aprile 1903, in seguito ad una rivolta dei contadini, i carabinieri intervenuti per sedare la sommossa sparano sui rivoltosi lasciando sul suolo 2 morti e 30 feriti. I caduti sono Angelo Gorgone e Lisi Oronzo detto "Penna". Questa è da ritenere la prima rivolta contro i latifondisti dell'epoca.
Il 21 aprile del 1921 alle ore 20, a Galatina, fu inaugurata la prima centrale elettrica galatinese realizzata grazie all'impegno del deputato e ingegnere galatinese Antonio Vallone, di Pietro Stefanelli e di Pantaleo Duma, progettista dell'impianto.
Il 29 marzo 1930 viene inaugurato il maestoso Teatro Tartaro con la rappresentazione di un'opera lirica. Diventerà poi cinema e verrà chiuso nel 1984 per riaprire a nuova vita il 13 ottobre 2007, come Galleria Commerciale con all'interno sala cinematografica.
Il 6 febbraio del 1947 venne inaugurata la sala da ballo del Cavallino Bianco (che all'epoca era una cantina) mentre il teatro fu inaugurato il 3 febbraio del 1949 con il Rigoletto.
Chiuso nel 2001, è stato acquistato dall'Amministrazione comunale e riaperto nel 2008 dopo la bonifica dall'eternit ed il suo ripristino a fini culturali. I lavori per la sua ristrutturazione sono iniziati nel maggio 2014.
Nel 1949 l'idea di una mostra mercato rilancia lo sviluppo economico della città e dal 1984 La Fiera nazionale di Galatina ha una sua area espositiva permanente.
Nel territorio di Galatina è ubicata dal novembre 1957 anche la scuola di volo basico per i piloti dell'Aeronautica Militare presso l'aeroporto di Galatina "Fortunato Cesari".
L'aeroporto di Galatina è un aeroporto militare situato a 10 km dalla città di Galatina; è aperto solo al traffico militare ed ospita il 61º Stormo e il 10º Reparto manutenzione velivoli dell'Aeronautica Militare. A metà degli anni '70 è stato per un breve periodo aperto a voli civili.
Nel 1966 nacque l'ospedale Santa Caterina Novella (fu chiamato così per ricordare l'antico ospedale del XIV secolo).
La sua struttura imponente, che domina la collina dell'antico rione San Sebastiano ha oggi triplicato la sua superficie iniziale di circa 3000 metri quadrati.

### Simboli
Stemma
(D.P.C.M. 3 settembre 1951)
Il simbolo della civetta risale all'epoca della fondazione quale colonia greca dedicata a Minerva; le chiavi di San Pietro, concesse dal papa Urbano VI, testimoniano come la città sia stata centro di affermazione del rito latino e della chiesa di Roma in un'area di osservanza greco-ortodossa. La corona baronale al di sopra delle chiavi fu concessa da re Ferdinando IV che, con decreto del 20 luglio 1793, elevò il centro al rango di Città e le conferì i privilegi di baronia, in riconoscenza della sua fedeltà alla Corona. Fino all'unità d'Italia era presente anche il motto latino, tratto dal Vangelo secondo Matteo (16, 18): Adversus hanc petram portae inferi non praevalebunt ("le porte dell'inferno [le forze del male] non prevarranno su questa pietra [su questa città]".
Gonfalone

## Monumenti e luoghi d'interesse

### Architetture religiose

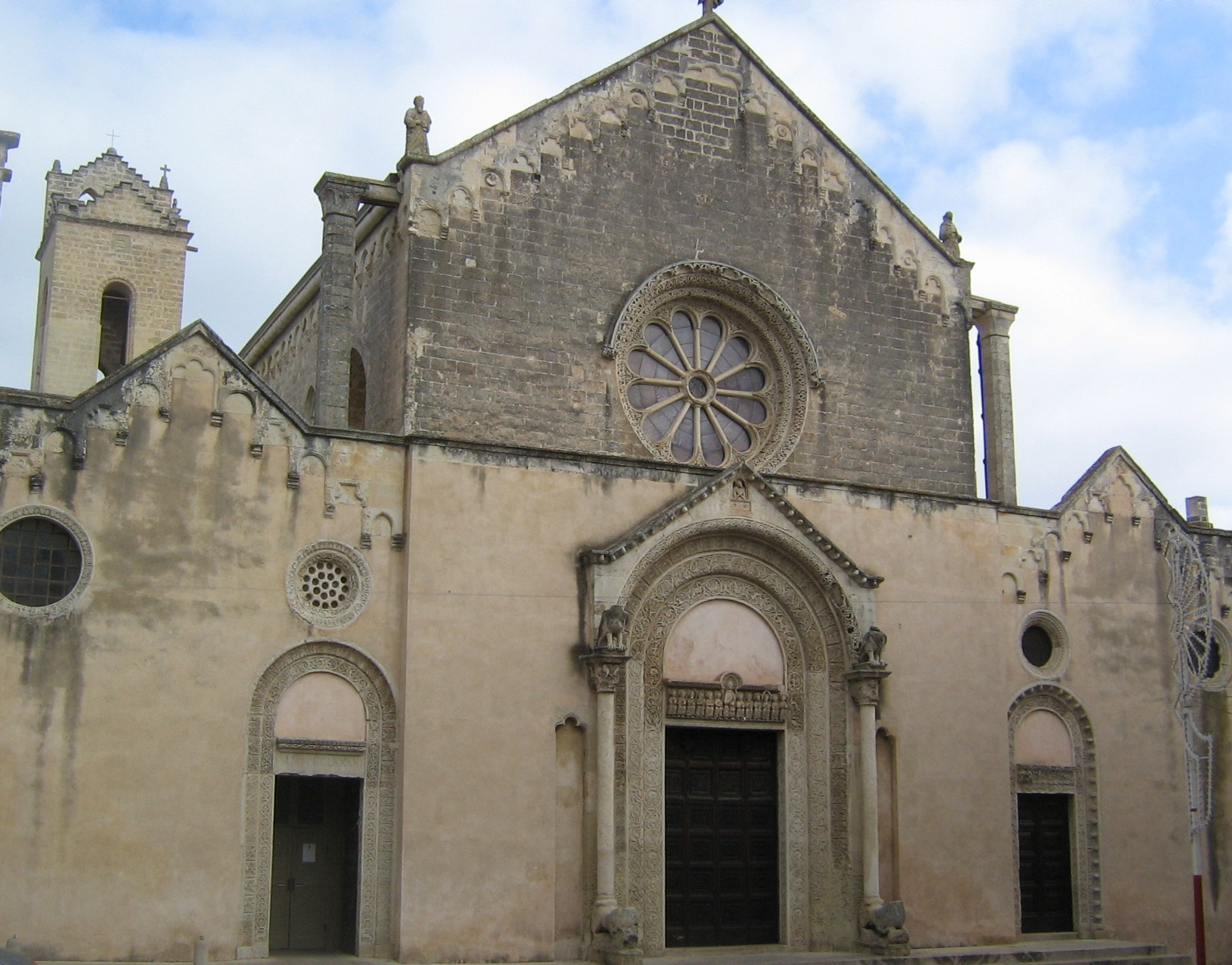
Basilica di Santa Caterina d'Alessandria prima del restauro

- Basilica di Santa Caterina d'Alessandria, dichiarata monumento nazionale nel 1870, è uno dei più insigni monumenti dell'arte romanica e gotica italiana. Fu edificata per volontà di Raimondo Orsini del Balzo tra 1369 e il 1391, per custodire la reliquia del dito di santa Caterina d'Alessandria che lui stesso portò in Galatina di ritorno dalle Crociate. Alla morte di Raimondello, la moglie Maria d'Enghien decise di far completamente affrescare l'edificio (primi decenni del XV secolo) chiamando artisti da varie zone della penisola: maestranze di scuola giottesca e senese e un certo Franciscus De Arecio (Francesco d'Arezzo). La facciata tricuspidale, in stile romanico pugliese, possiede una ampio rosone e portali finemente scolpiti. L'interno, maestoso nelle proporzioni, è a cinque navate. Pareti, pilastri, archivolti, volte ed affreschi lo caratterizzano in ogni angolo. La chiesa è stata dichiarata basilica minore nel 1992. Nell'abside è presente il mausoleo di Giovanni Antonio Orsini del Balzo, figlio di Raimondello e Maria d'Enghien. Adiacente alla basilica è il convento dei frati minori francescani completamente ricostruito tra il XVI e il XVII secolo in sostituzione di quello quattrocentesco. Possiede un chiostro quadrangolare interamente affrescato nel 1696 da fra' Giuseppe da Gravina in Puglia[12].

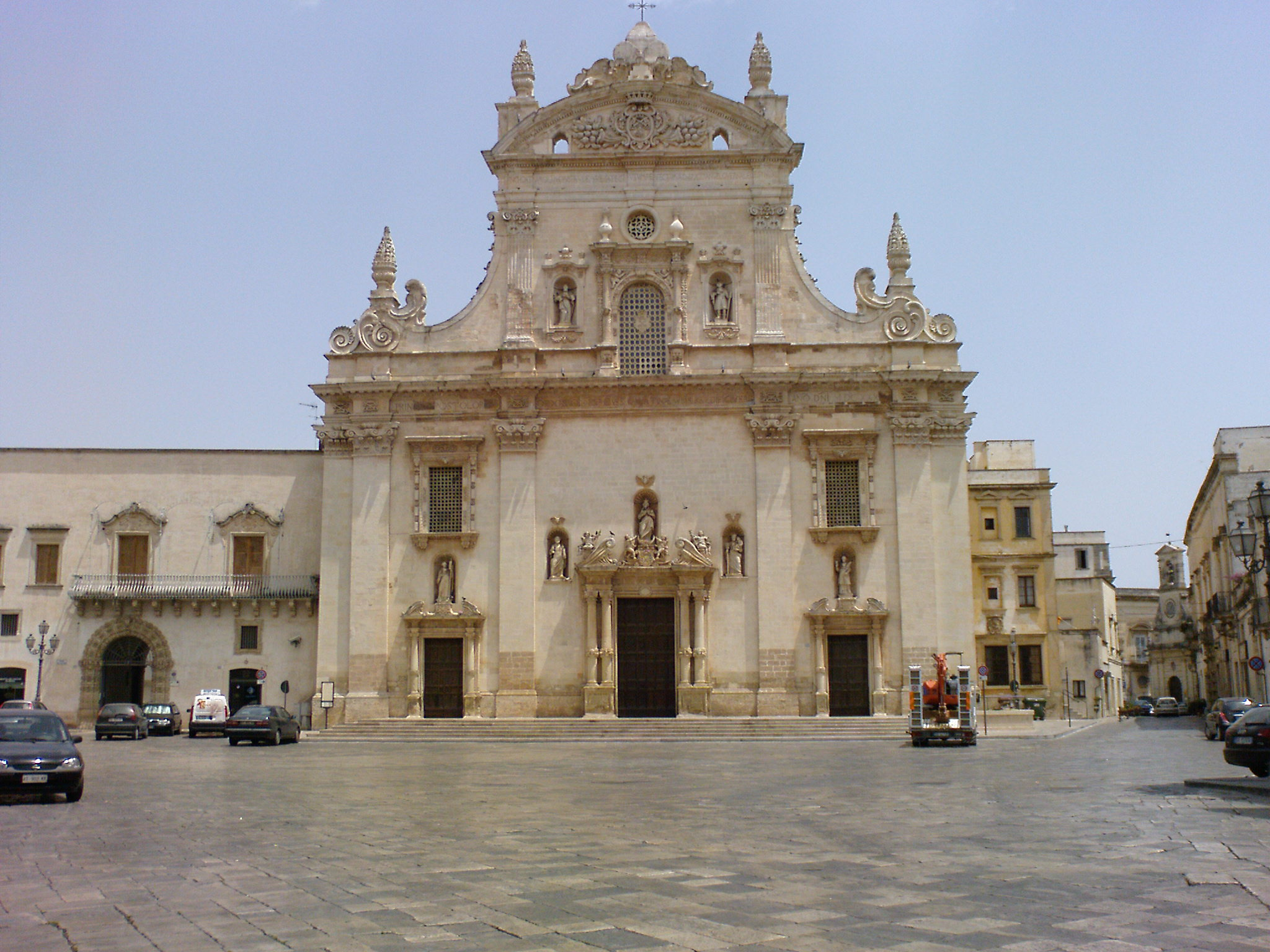
Chiesa matrice SS. Pietro e Paolo

- Chiesa dei Santi Pietro e Paolo, che fu riedificata tra gli anni 1621-1633 sul sito di un precedente edificio sacro della metà del XIV secolo in cui si officiò secondo il rito bizantino sino ai tempi di papa Sisto IV (1471-1484). La costruzione dell'edificio venne ripresa successivamente nel secolo seguente, dopo il terremoto di Nardò del 1743, e portata a termine nel 1770. Venne elevata a collegiata nel 1664. Possiede una facciata barocca articolata su due ordini e terminante con un timpano che inquadra lo stemma civico. I tre portali d'ingresso furono commissionati dal vescovo di Otranto Adarzo de Santander al noto scultore leccese Giuseppe Zimbalo, che li realizzò nel 1633. L'interno, con un impianto a tre navate, è caratterizzato dagli interessanti affreschi della volta raffiguranti episodi della Vita di san Pietro, eseguiti nel 1875 dal napoletano Vincenzo Paliotti. Di particolare interesse sono le tele della Lavanda dei piedi, del 1756 di Serafino Elmo, e Gesù che cammina sulle acque e Apparizione di Cristo a san Pietro, tutte nella controfacciata[13].

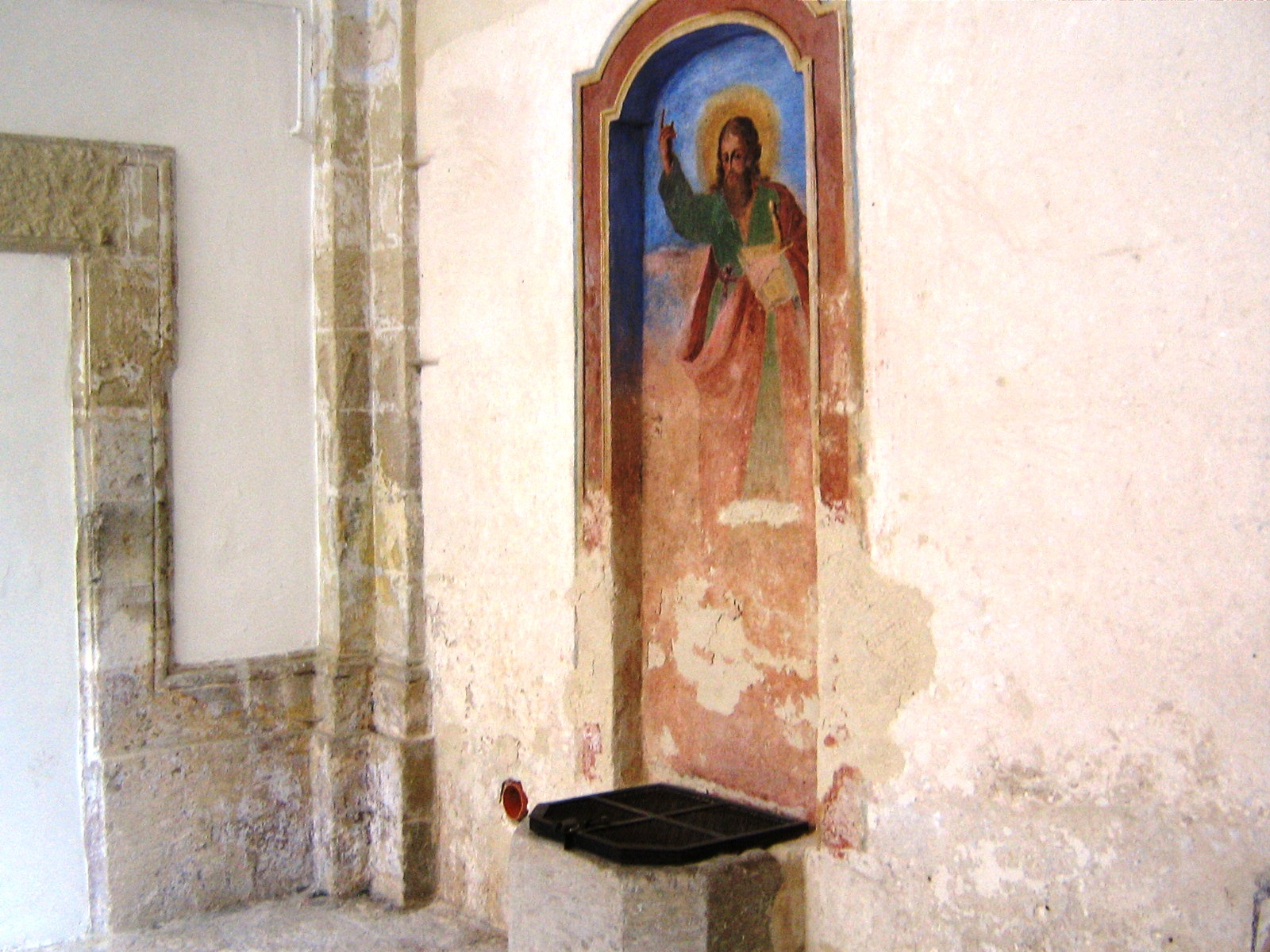
Pozzo di San Paolo

- Chiesa di San Paolo, risale al XVIII secolo ed è incorporata in palazzo Tondi. Nota anche come cappella delle Tarantate, è stata dal medioevo e sino alla fine degli anni cinquanta del XX secolo, teatro di fenomeni misteriosi legati al "tarantismo". In questa chiesetta, infatti, durante i festeggiamenti del 29 giugno, si recavano le donne, definite tarantate, che erano state vittime del morso della tarantola. Esse chiedevano la grazia al santo, pregando e bevendo l'acqua del pozzo attiguo alla chiesetta. Inoltre effettuavano un esorcismo musicale esibendosi in balli frenetici al suono dei tamburelli. Furono questi anche i motivi che spinsero l'etnologo italiano Ernesto de Martino ad avere interesse per il sito nella sua spedizione in Salento del 1959.[14]. L'edificio, ad aula unica con volta alla leccese, ospita un altare settecentesco con una tela di Francesco Saverio Lillo che raffigura san Paolo con in mano una spada, le figure di un uomo e di una donna ed un angelo che sostiene un libro[13].
- Chiesa delle Anime Sante del Purgatorio, o di Santa Maria delle Grazie, risale ai primi anni del XVIII secolo. Voluta dalla Confraternita laicale delle Anime, riconosciuta con regio assenso nel 1767, fu portata a compimento nel 1708. L'edificio presenta una pianta ottagonale schiacciata scandita esternamente da paraste angolari. L'interno è ad aula unica ricoperta da un soffitto ligneo a lacunari ottagoni con una grande tela centrale raffigurante il Cristo Risorto. L'altare maggiore ospita una grande tela delle Anime sante, opera del 1744 di Serafino Elmo. Sulle paraste della navata sono collocate sei statue in cartapesta raffiguranti san Gregorio Nazianzeno, san Nicola da Tolentino, san Domenico di Guzmán, santa Caterina da Siena, santa Cristina di Bolsena e santa Domenica di Tropea.
- Chiesa dell'Addolorata, fu edificata nel 1710, come si legge anche nella epigrafe della facciata. Il prospetto, con due ingressi, accoglie al centro la statua lapidea della Maria Addolorata. L'interno, ricoperto da un fastoso soffitto a cassettoni realizzato nel 1756, ospita un altare maggiore barocco scolpito e intagliato nel 1716 che ricopre l'intera parete di fondo. Nella nicchia centrale dell'altare è collocata la statua in legno policromo dell'Addolorata, mentre ai lati sono poggiate su plinti otto sculture lapidee raffiguranti santi legati alla devozione della Confraternita che vi officia: san Giovanni evangelista, san Pietro, san Filippo Benizi, sant'Antonio da Padova, santa Giuliana Falconieri, san Pietro d'Alcantara, san Paolo e santa Maria Maddalena.

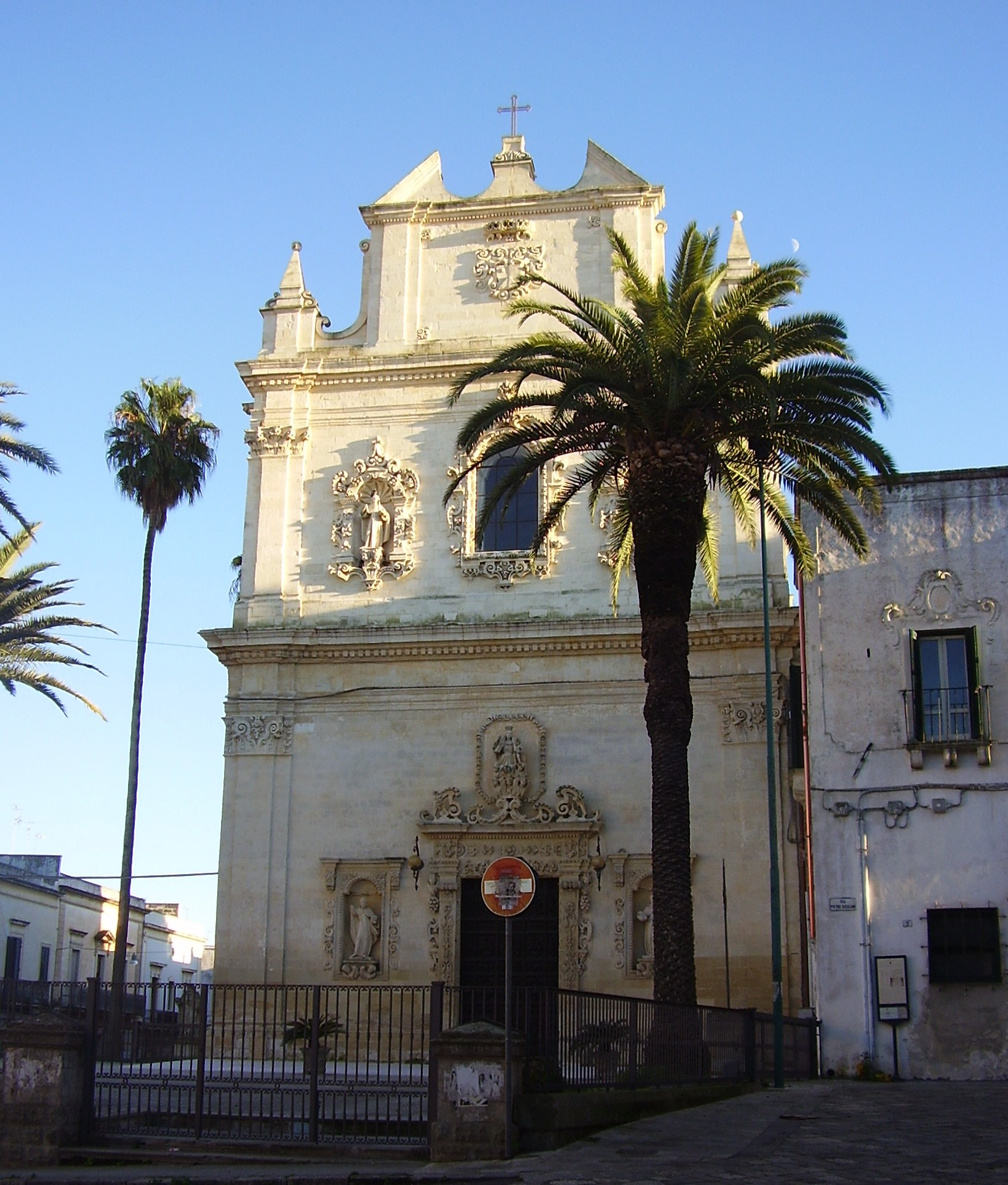
Chiesa della Madonna del Carmine

- Chiesa del Carmine, che risale alla seconda metà del XVII secolo, in seguito all'insediamento in città, nel 1618, dei Carmelitani. Fu riedificata tra il 1720 e il 1724 a causa del crollo verificatosi nel 1719. I locali del convento, soppresso nel 1809, vennero destinati ad accogliere l'ospedale civile. La facciata, che si innalza su tre ordini e si conclude con un timpano spezzato, è ricca di decorazioni barocche ed è movimentata da nicchie con le statue di sant'Elia, di sant'Eliseo, di santa Teresa d'Avila e di santa Maria Maddalena de' Pazzi. Il portone ligneo del 1745 è opera d'intaglio del maestro galatinese Donato Costantino. L'interno, a navata unica rettangolare con quattro cappelle laterali, possiede una copertura decorata con finti cassettoni e con un affresco del gallipolino Agesilao Flora, del 1915. La chiesa è caratterizzata dall'imponente macchina settecentesca dell'altare maggiore con tela della Madonna del Carmine, al centro, le statue policrome del profeta Elia e di san Giuseppe a sinistra, e quelle di san Giovanni Battista e di sant'Angelo martire a destra. A destra dell'altare maggiore è il settecentesco altare della Natività del Signore, realizzato da Mauro Manieri intorno al 1736 e sovrastato da un organo a canne. È inoltre presente un presepe in pietra leccese del 1650.
- Chiesa di San Luigi, completata nel 1607, è appartenuta al complesso monastico delle Clarisse con il titolo di Madonna dell'Annunziata. Il convento, edificato tra il 1605 e il 1620, fu abitato dalle monache claustrali in esecuzione della bolla del 9 maggio 1618 di papa Paolo V. Presenta un prospetto semplice e spoglio su cui risalta una piccola finestra centrale finemente intagliata dal mastro scalpellino Pietro Antonio Pugliese. L'interno, con i muri perimetrali adorni di altari minori, è scandito in tre navate da quattro colonne doriche. Nel presbiterio è l'altare maggiore settecentesco in marmo con la statua di santa Chiara e il coro ligneo realizzato nel 1773 su committenza della famiglia Andriani.

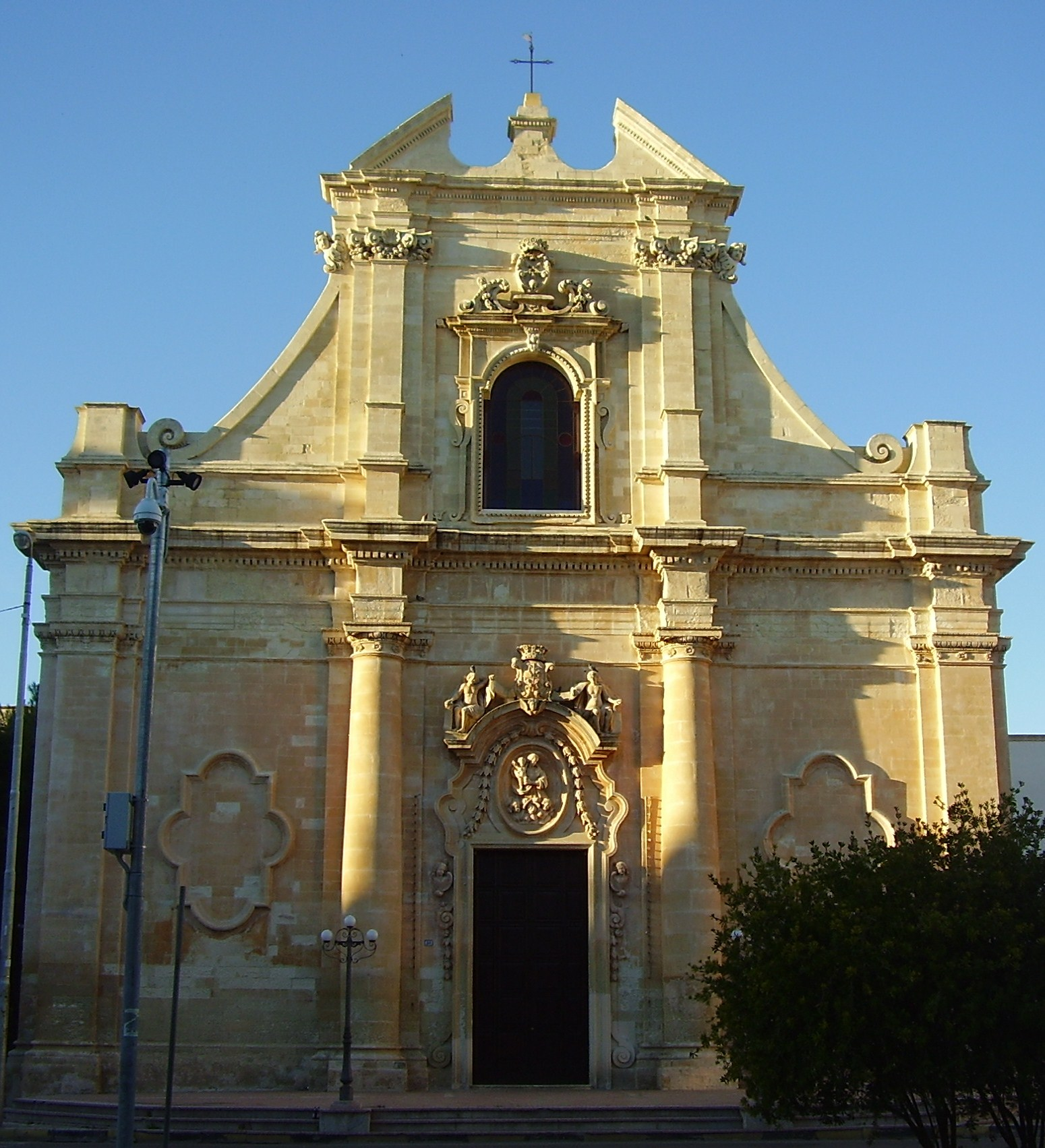
Chiesa di Santa Maria della Grazia

- Chiesa di Santa Maria della Grazia o dell'Immacolata fu ricostruita tra il 1720 e il 1743 su una preesistente chiesa del 1508. Fa parte del complesso monastico dei domenicani, insediatisi a Galatina già nella seconda metà del XV secolo, fu realizzata su progetto del leccese Mauro Manieri. Il portale è sormontato dall'immagine della Vergine col Bambino con l'arme dei Domenicani. L'interno, a tre navate, ospita lateralmente sei altari settecenteschi dedicati a san Pietro Martire, all'Immacolata, agli Angeli, a san Domenico di Guzman, a sant'Antonio di Padova e all'Annunciazione. Nel transetto sono presenti gli altari della Madonna della Grazia, con la statua lignea della Madonna col Bambino circondata dalle tele raffiguranti i misteri del Rosario, e del Miracolo di Soriano, ovvero la riproduzione del prodigioso quadro di San Domenico, che secondo la tradizione, fu portato a Soriano Calabro dalla stessa Madre di Dio. Nella zona absidale sono collocati l'altare maggiore e l'organo settecentesco.

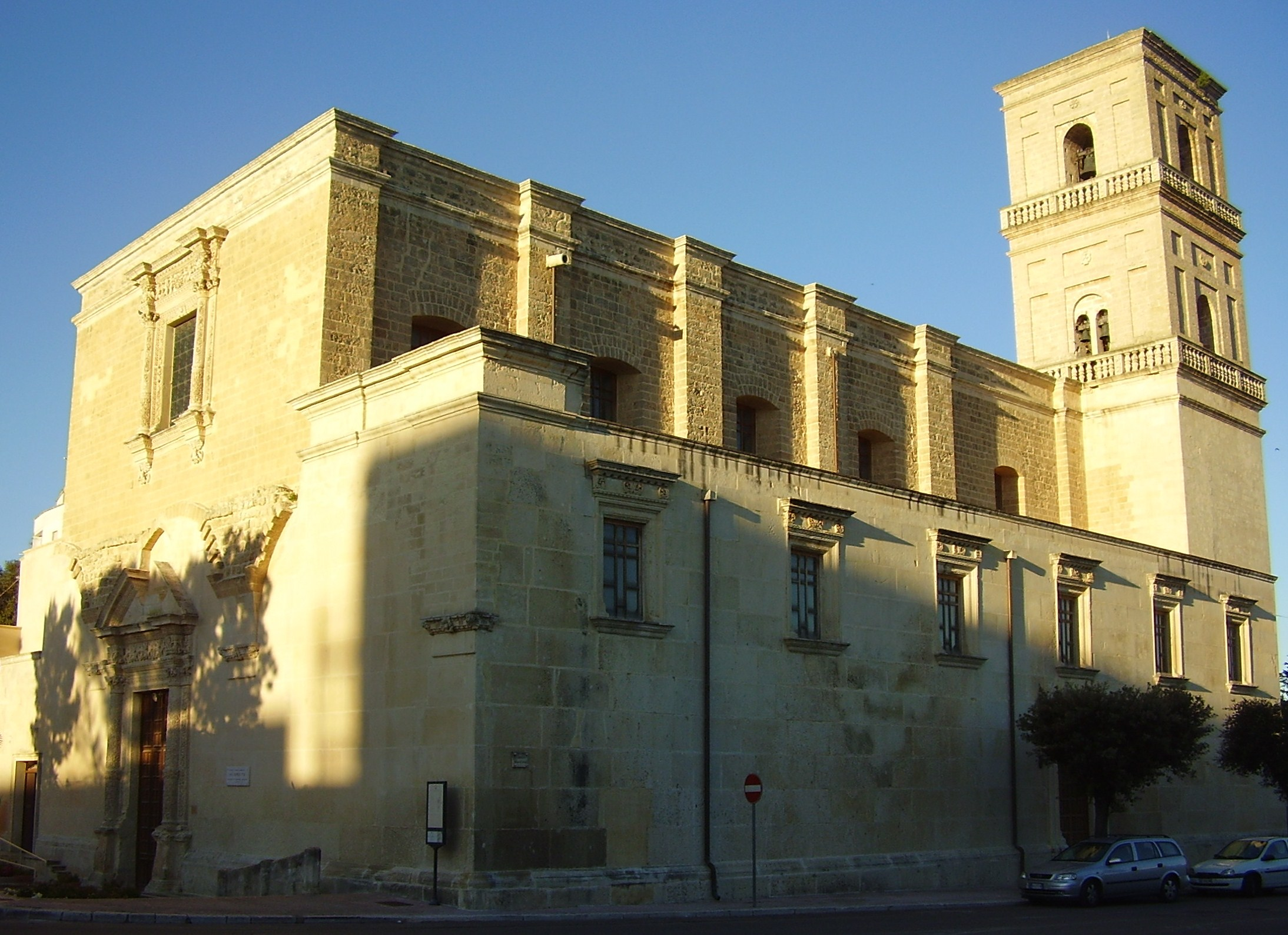
Chiesa di Santa Caterina Novella oggi San Biagio

- Chiesa di Santa Caterina Novella. Fu edificata dai Padri Olivetani a partire dal 1507 e subì continui rimaneggiamenti fino al 1683, anno in cui fu costruito il campanile balaustrato a pianta quadrangolare terminato nel 1688. Dal 12 febbraio 1970 è sede parrocchiale con l'intitolazione a San Biagio. La facciata è caratterizzata da un portale d'ingresso e da un finestrone, finemente intagliati e databili al 1619. Le tracce residue di un triplice arco presenti sulla facciata fanno supporre che in passato sul prospetto doveva esserci addossato un protiro. L'interno, attualmente costituita da una sola navata coperta da una volta lunettata solcata da eleganti cordoni a motivi vegetali, è di classico impianto cinquecentesco con successivi rimaneggiamenti seicenteschi. Un arco trionfale absidale datato 1616 divide la lunga navata dal presbiterio sulla cui parete di fondo si apre un grande finestrone simile a quello della facciata[15].
- Chiesa di Santa Maria della Misericordia o dei Battenti fu costruita a partire dal 1579 ed è attribuita al neretino Giovanni Maria Tarantino. L'edificio fu sede della confraternita della Misericordia o dei Battenti, i cui confratelli seguivano la rigida regola che li obbligava a sottoporsi a sanguinose flagellazioni e ad indossare il cilicio. La facciata cuspidata presenta un solo ingresso riccamente decorato e scolpito nella pietra leccese, sormontato da una lunetta con la raffigurazione della Madonna della Misericordia, con il manto sorretto da due angeli. Ai lati del portale si aprono due nicchie, in origine ospitanti degli affreschi. L'interno, ad aula unica terminante, oltre l'arco trionfale, nell'abside poligonale con volta a spicchi, è caratterizzato dalla macchina dell'altare maggiore. Addossati all'arco trionfale, rispettivamente a sinistra e a destra, sono posizionati gli altari della Crocifissione, con una tela donata dai confratelli nel 1633, e della Santissima Trinità. Sul soffitto è posizionato un grande dipinto raffigurante la Vergine Assunta in Cielo, realizzato dal gallipolino Agesilao Flora nel 1897.
- Convento dei Cappuccini che sorse tra il 1570 e il 1580 nei pressi di una piccola chiesa dedicata allo Spirito Santo. I lavori della chiesa recente si protrassero per circa un secolo e si conclusero nel 1681. Il complesso conventuale, all'esterno della cinta muraria, si presenta con un aspetto essenziale e rispetta gli ideali di semplicità dell'Ordine dei Cappuccini. L'interno si presenta a navata unica con tre cappelle che si aprono sul lato sinistro e, sul lato destro, tre altari collocati entro lo spessore della muratura. L'altare maggiore a colonne tortili, è opera lignea di Giovanni Di Benedetto Chioccia, di scuola napoletana.

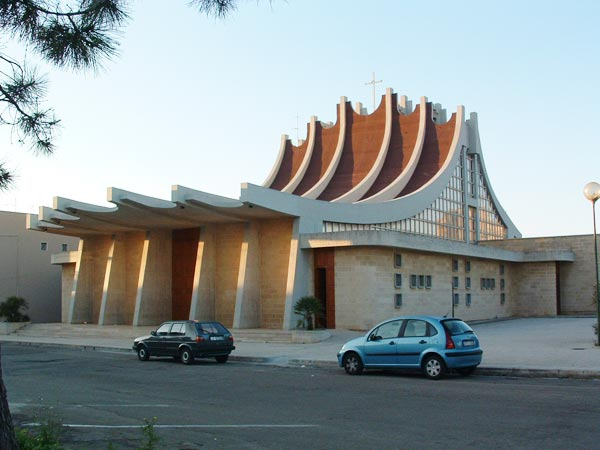
Chiesa parrocchiale di San Sebastiano

- Santuario della Madonna della Luce - edificato intorno al 1670 con rifacimenti nel 1933.
- Chiesa di San Lazzaro dei Lebbrosi - con facciata datata 1681.
- Chiesa della Beata Vergine della Purità - costruita tra il 1776 e il 1782, ha pianta ovale ad aula unica.
- Chiesa di San Salvatore o di San Rocco - fu edificata nel XVIII secolo e possiede un altare in marmo policromo settecentesco.
- Chiesa del Cuore Immacolato di Maria - sede parrocchiale, è stata edificata nel 1957.
- Chiesa di San Sebastiano - sede parrocchiale, è stata eretta nel 1980.
- Cripta di Sant'Anna. Non si hanno notizie certe circa la fondazione di questo complesso ipogeico, tuttavia lo si può datare fra i secoli XII-XIV.

La costruzione, che presenta una planimetria a tre navate, doveva far parte di un antico Cenobio di Basiliani e doveva essere affrescata. All'esterno della cripta è presente una nicchia con altorilievo cinquecentesco raffigurante due angeli che sorreggono un drappo che fa da sfondo a Sant'Anna e alla Vergine col Bambino. Una simile rappresentazione è visibile anche nella lunetta del portale della chiesa di Santa Maria della Misericordia (o dei Battenti), opera questa del 1579.
- Cripta di Santa Maria della Grotta.Posta a circa 1 km dal centro urbano in direzione nord-est, si presenta a pianta trapezoidale a tre navate con absidi quadrangolari. La cripta fece parte di un'antica abbazia di basiliani del IX secolo e presenta un vasto ciclo di affreschi. L'ipogeo è sovrastato da una chiesa ad aula unica del XV secolo. Numerose sono le cellette dei monaci, ancora esistenti. La struttura, di proprietà privata, necessita di un intervento di recupero.
- Cripta di Santa Maria della Porta, che faceva parte del casale di Pisanello distrutto molto probabilmente dai saraceni nel XV secolo. Della cripta non rimane più nulla, in quanto situata al di sotto di una chiesetta di forma circolare con copertura a cupola datata 1889. La cripta doveva avere tre navate divise in nove campate da quattro pilastri.

### Architetture civili

#### Palazzo Baldi
Correva l'anno 1550 circa quando a Galatina le attività economiche erano diventate tanto fiorenti, in particolare la concia delle pelli, da attrarre i finanzieri umbro –toscani, Conti Cosimo e Nicola Baldi che edificarono il Palazzo Baldi. Nel cuore del centro antico di Galatina a metà strada tra la  Basilica di S.Caterina e la Chiesa matrice di  S.Pietro e Paolo. Dal punto di vista culturale, nel 1600, la città ospitava una sorta di “cenacolo” intellettuale a cui partecipavano note personalità, tra le quali spiccava la figura del Vescovo di Otranto,  Gabriele Adarzo de Santander. Questi aveva scelto come abitazione e dimora invernale proprio Palazzo Baldi, luogo ideale per la sua privacy. Il minuzioso restauro ha preservato al meglio le peculiarità e gli elementi di autenticità ed unicità presenti.
Palazzo Baldi, unitamente a "Palazzo Massa" "Palazzo Verdosci" e "Palazzo Vallone" (risalenti ai secoli XVII, XVIII e XIX), si articolano in sequenza dando luogo ad un'isola architettonica, originalissima e tipica del Centro Antico denominata “Corte Baldi".
Palazzo Baldi sfoggia al suo interno innumerevoli elementi tipici del XVI secolo come: epigrafi latine, affreschi religiosi, volte e chiavi di volta in pietra leccese, capitelli e passaggi segreti, pozzi e cisterne di raccolta dell'acqua piovana, osservatorio astronomico e agrumeto secolare di pertinenza.

#### Palazzo del Sedile
Palazzo del Sedile, risalente al XV secolo, era l'antica sede della Municipalità e dell'Amministrazione della Giustizia. Presenta una sobria facciata con elementi decorativi rinascimentali e alcune iscrizioni commemorative, databili al XVIII secolo, che ricordano le trasformazioni dell'edificio e alcune vicende storiche.

#### Palazzo Ducale

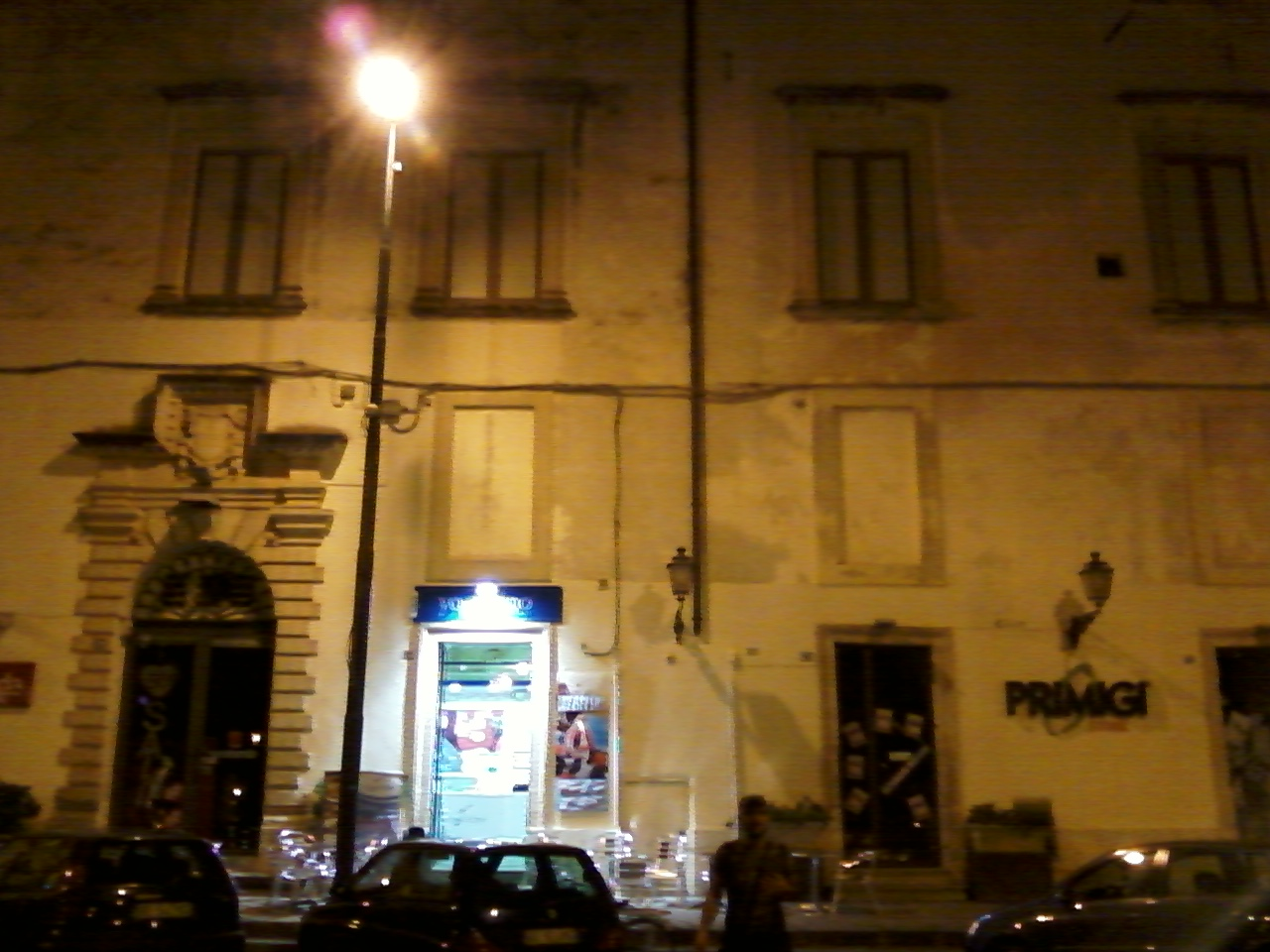
Castello Castriota Scanderbeg

Il Palazzo, in origine castello, fu costruito durante la feudalità della famiglia Castriota-Scanderbeg dal Re Ferdinando I d'Aragona detto il Cattolico. Fu residenza dell'Arcivescovo di Otranto Adarzo de Santander (1654-1674). La facciata in Piazza Alighieri è impostata sulle antiche mura e presenta un poderoso portale sormontato dallo stemma degli Spinola.

#### Palazzo Orsini

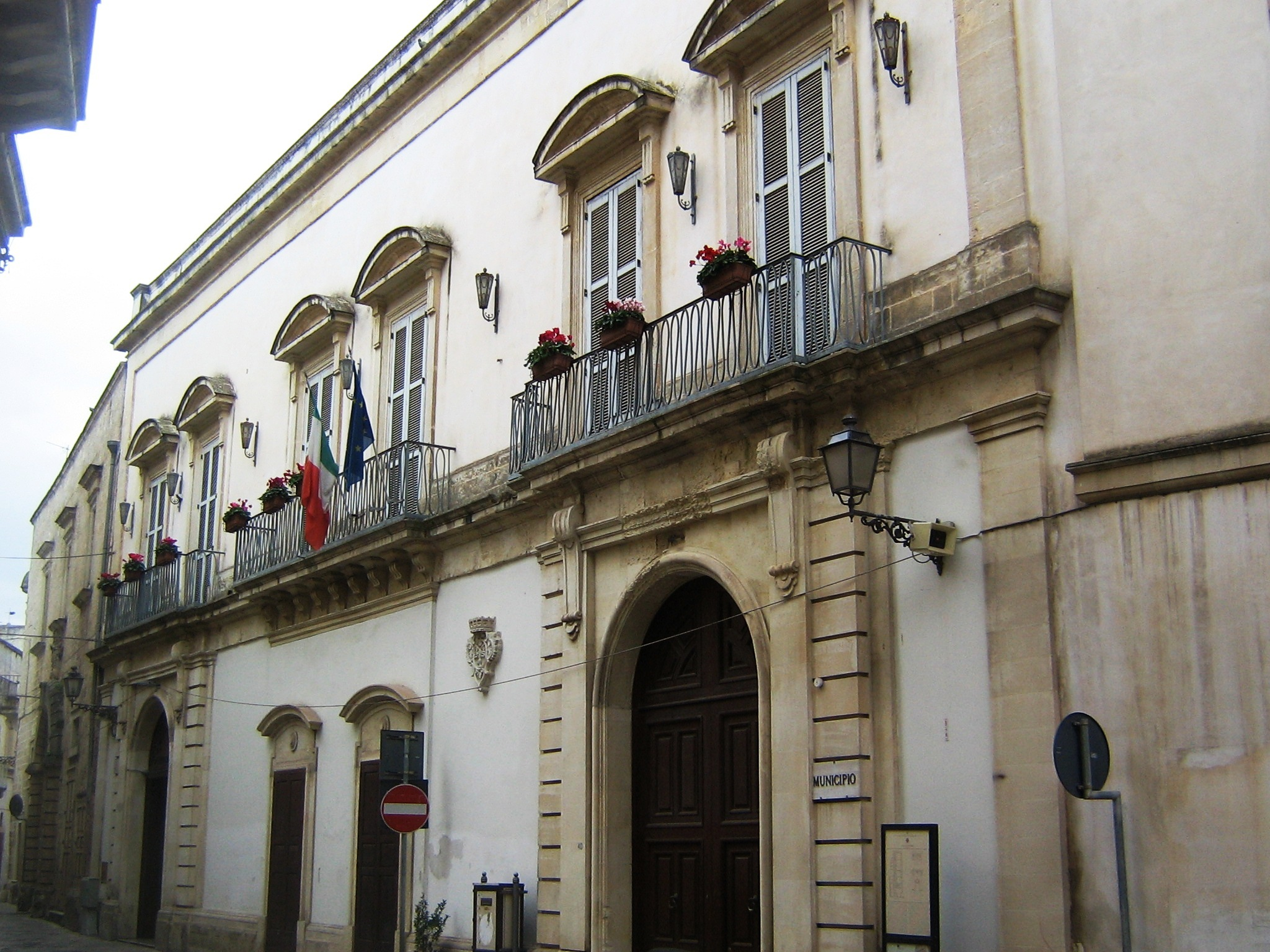
Palazzo Orsini

Il palazzo Orsini è sede del Comune. Venne edificato per volere di Raimondello del Balzo Orsini alla fine del XIV secolo. Annesso alla chiesa e al convento di Santa Caterina d'Alessandria, il palazzo aveva la funzione di ospedale destinato ad accogliere infermi, poveri e pellegrini. I lavori di costruzione si protrassero tra il 1384 e il 1391, data entro cui presumibilmente l'ospedale doveva essere completato. L'edificio fu successivamente rimaneggiato nel corso dei secoli a causa delle mutate esigenze estetiche e dalle diverse destinazioni d'uso.

#### Palazzo Tafuri-Mongiò
Costruito nel 1580, come attesta l'iscrizione all'interno del cortile, fu abbellito nel piano superiore negli ultimi decenni del Settecento dall'architetto Emanuele Orfano di Alessano.

#### Altri palazzi

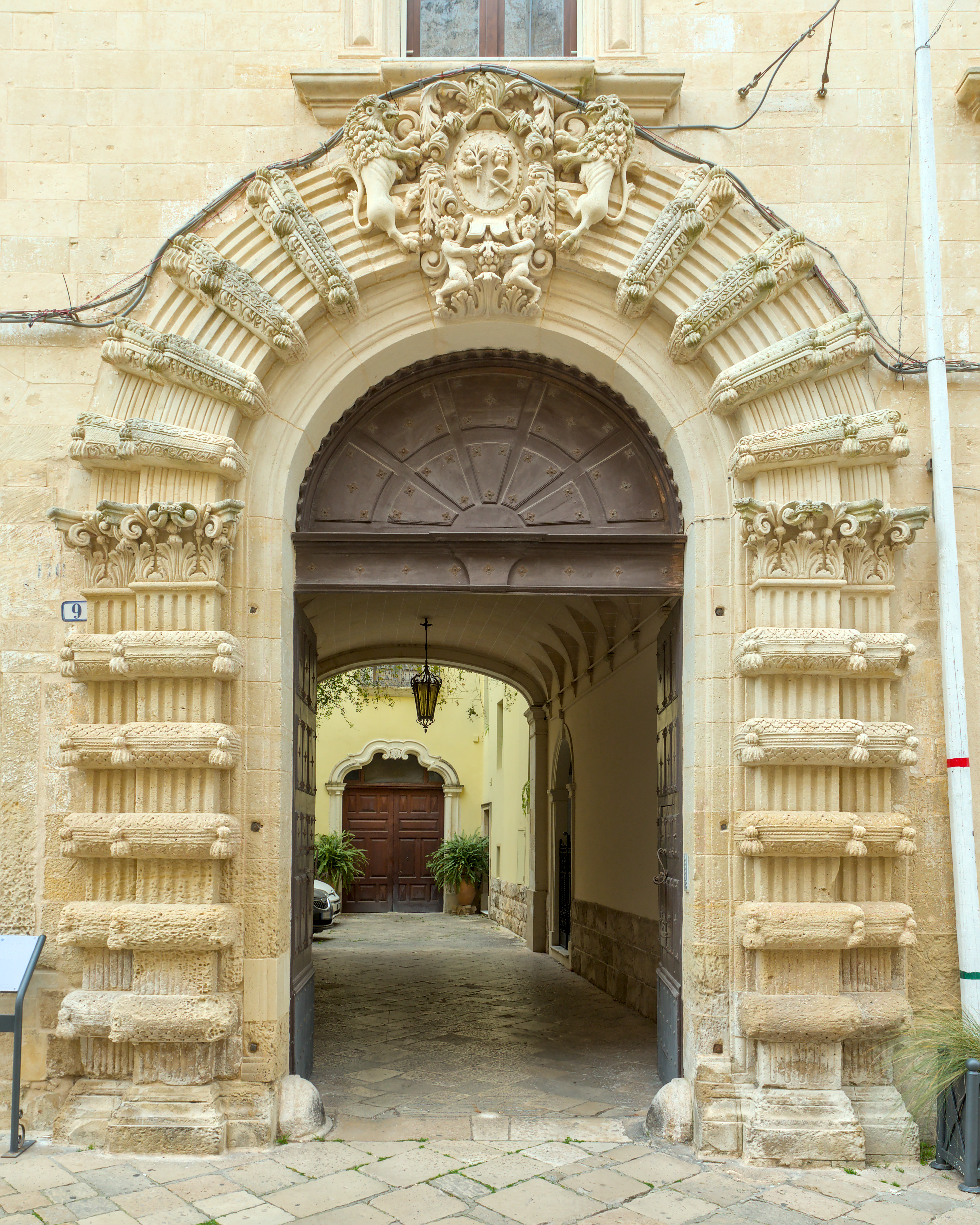
Portale del palazzo Mezio

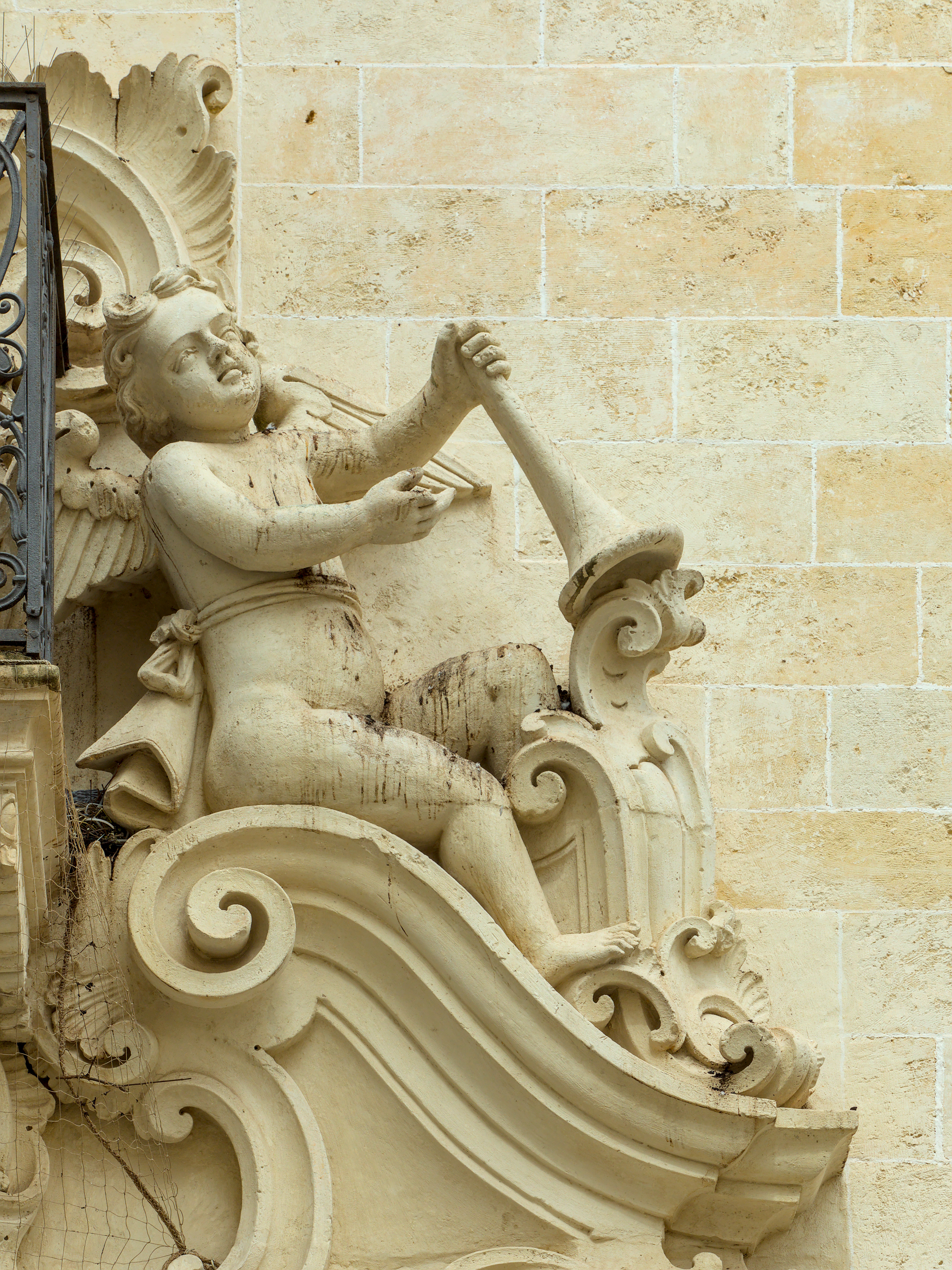
Scultura di un angelo sulla facciata del Palazzo Bardoscia Lubelli Spoti

- Palazzo Angelelli-Dolce (1803-1803)
- Palazzo Angelini (XVIII secolo)
- Palazzo Arcudi (XVI secolo)
- Palazzo Spoti (1772)
- Palazzo Berardelli (XVI secolo)
- Palazzo Coletta-De Mico (XVI secolo)
- Palazzo Del Concerto (XVIII secolo)
- Palazzo De Vito-Papadia-Greco (XVI secolo)
- Palazzo Leuzzi (XVIII secolo), nella via omonima. Il portale riporta lo stemma della famiglia.
- Palazzo Luceri (1700)
- Palazzo Mezio (XVI secolo)
- Palazzo Micheli (XVII secolo)
- Palazzo Mongiò (XVI secolo)
- Palazzo Mongiò-Calofilippi-Galluccio (XVI secolo)
- Palazzo Sanlorenzo-Bardoscia (XVIII secolo)
- Palazzo Tanza-Venturi (fine XVIII secolo)
- Palazzo Tanza-Vernaleone (1703)

#### Torre dell'Orologio
Edificata dopo l'Unità d'Italia (1861) è dedicata a Vittorio Emanuele II, re d'Italia. Attualmente ospita la sede dell'Ufficio Informazioni Turistiche.

### Altro

#### Lampada senza luce

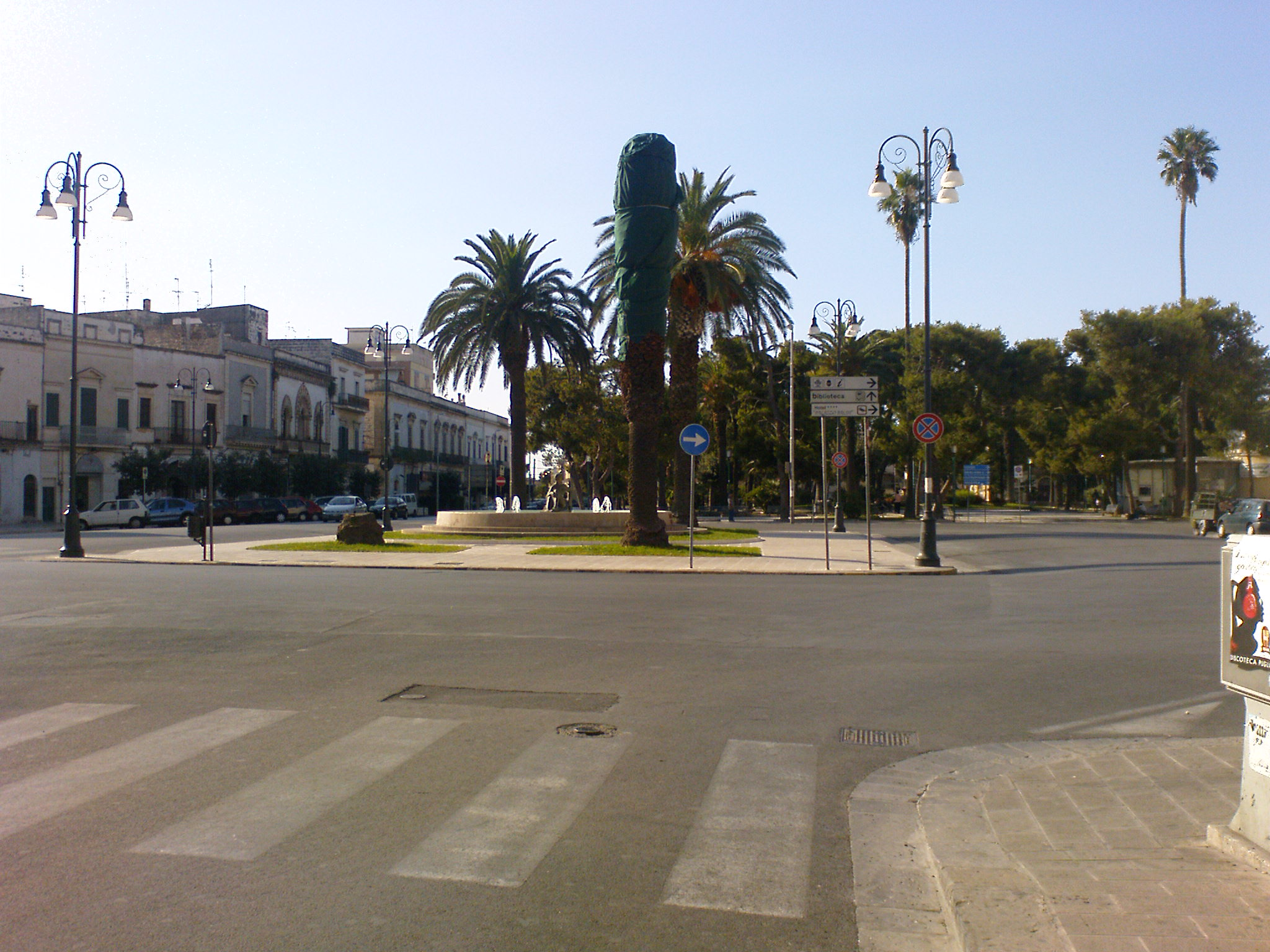
La Pupa (Lampada senza luce)

In prossimità della villa comunale e di fronte al monumento ai caduti è presente una fontana bronzea nota come Lampada senza luce o La Pupa, opera dello scultore locale Gaetano Martinez (1892-1951), che nel 1936 fu esposta alla Biennale di Venezia.

### Architetture militari

#### Mura e porte della città vecchia
- Cinta muraria

Il nucleo originario dell'abitato di Galatina era costituito da un agglomerato di case poste su un banco di argilla in prossimità di una falda freatica affiorante in superficie, che garantiva un adeguato approvvigionamento idrico. Si trattava di un insediamento disaggregato, privo di fortificazioni e strettamente legato all'area rurale. Col passare del tempo gli abitanti furono costretti a migrare in una zona più alta per necessità difensive.
Nella prima metà del XIV secolo il feudatario Raimondo del Balzo cinse di possenti mura il territorio urbano, continuamente minacciato dalle incursioni di milizie straniere. La sicurezza offerta dall'imponente cinta muraria richiamò un gran numero di abitanti dai contadi vicini, favorendo un rapido inurbamento; la città assunse un assetto urbanistico regolare e si sviluppò a livello economico e sociale.
Nella prima metà del Cinquecento, l'incremento demografico e le conseguente crescita edilizia resero necessario un ampliamento del circuito murario; nel 1539, grazie a un privilegio ottenuto dal viceré Don Pietro di Toledo, la città di Galatina, minacciata dalle invasioni turche, fu inclusa in un vasto programma di difesa del territorio salentino attuato da Carlo V. Le fonti tramandano che le mura trecentesche furono abbattute e che fu convocato in città l'architetto militare Evangelista Menga, noto per aver costruito il castello di Copertino e le fortificazioni nell'isola di Malta, che avevano resistito all'attacco dei Turchi.

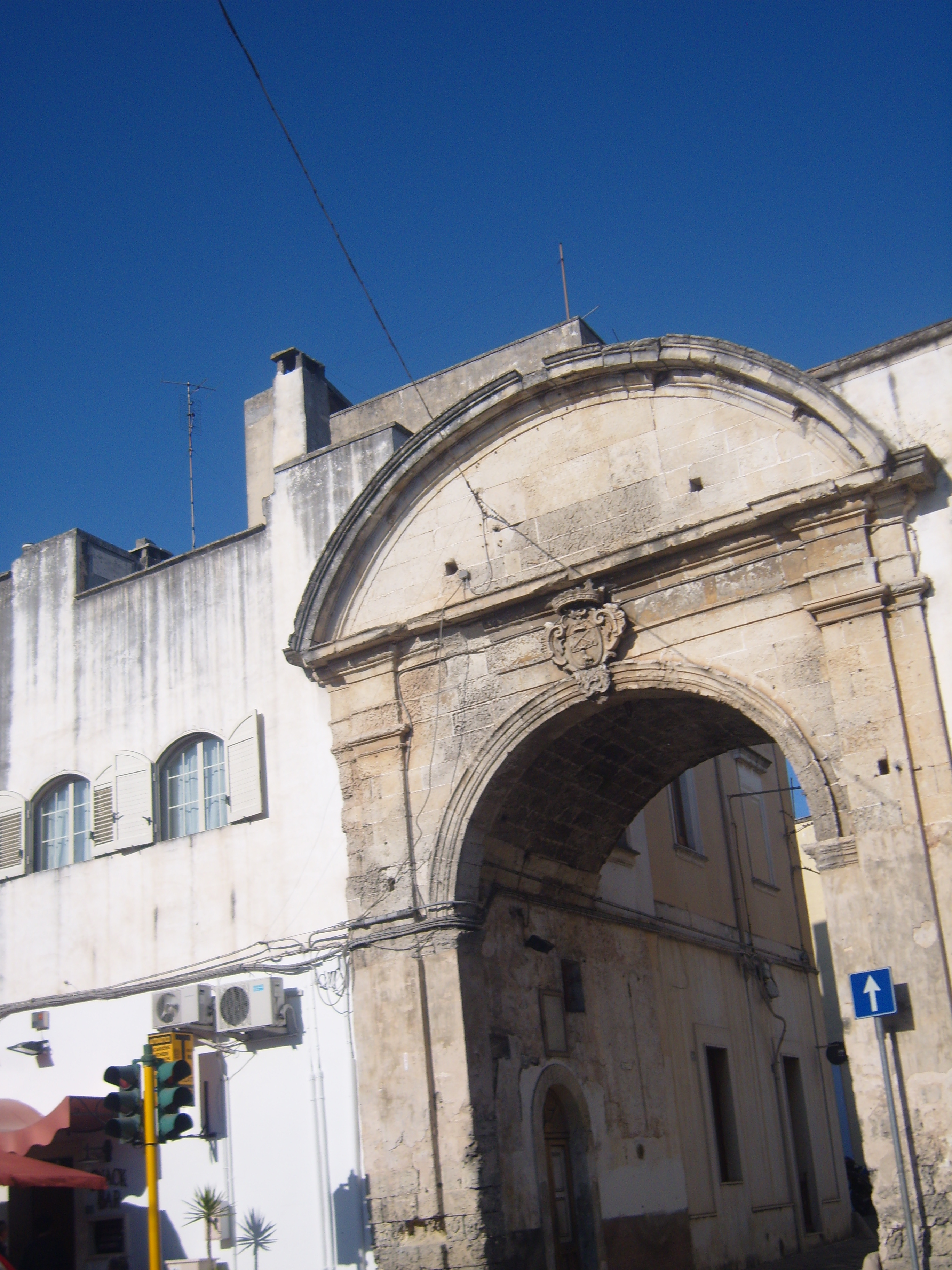
Porta Luce

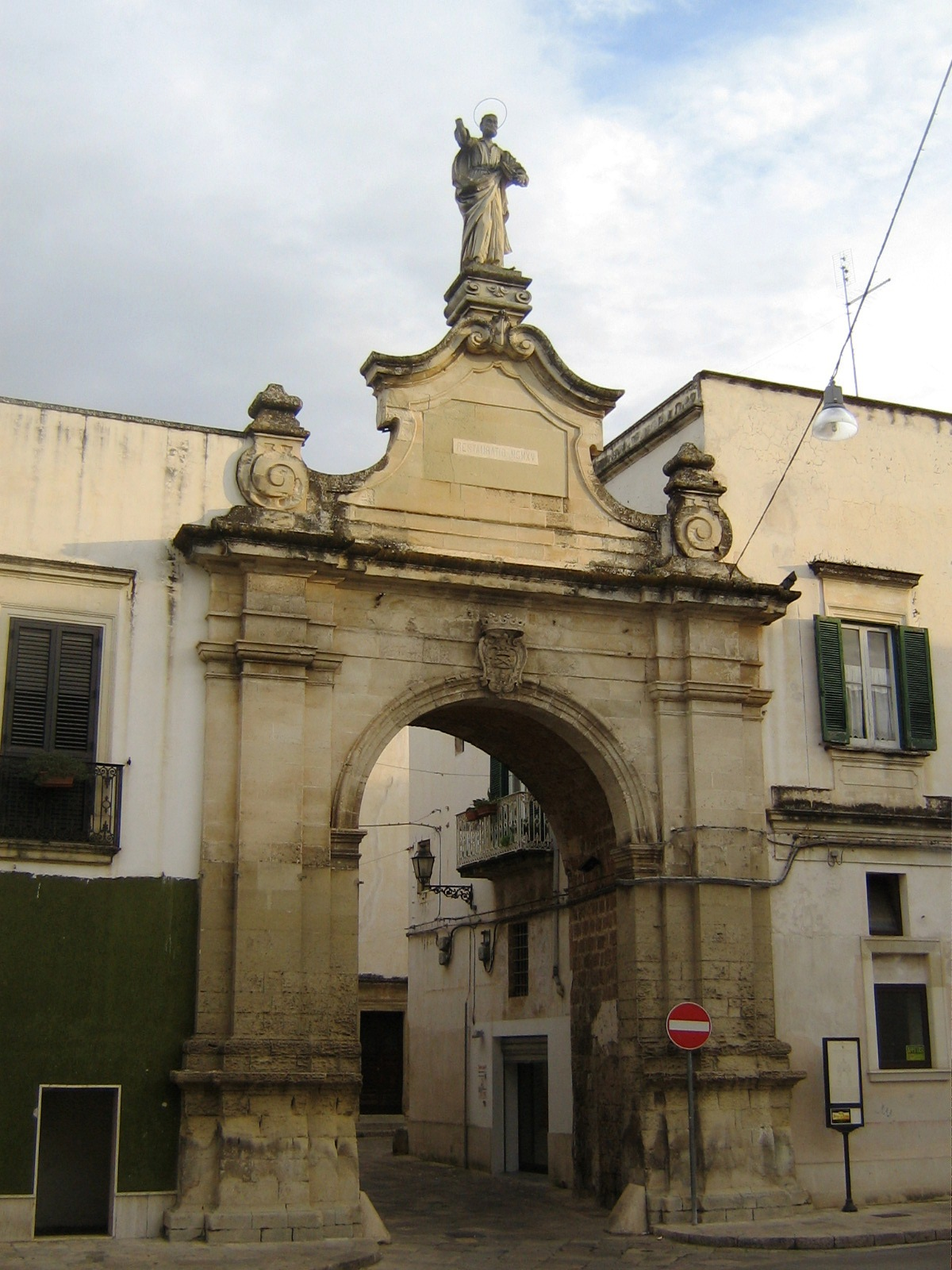
Porta Nuova

La nuova cinta muraria aveva la circonferenza di circa un miglio ed era rinforzata da quattro bastioni a base quadrangolare, detti di Santa Caterina, Nachi-Veris, Papadia e Capano. Nel corso del Seicento e del Settecento furono attuati ulteriori ampliamenti del perimetro murario; verso la fine dell'Ottocento l'aumento della popolazione e l'espansione dell'abitato determinarono una progressiva demolizione delle mura e un conseguente sviluppo edilizio nella zona esterna ad esse.
Fino alla prima metà dell'Ottocento, lungo il circuito murario erano in uso cinque porte: a nord-ovest Porta della Piazza, a ovest Porta Luce, a nord Porta Nuova, detta anche Porta San Pietro, a sud Porta Santa Caterina, a sud-est Porta dei Cappuccini. Fortunosamente scampati alle trasformazioni urbanistiche, si conservano delle antiche mura brevi tratti su corso Maria D'Enghien e su via Giuseppina del Ponte. Sicuramente ridimensionati in altezza a causa del rialzo del piano stradale, essi rappresentano una spessa struttura muraria e sono caratterizzati da un andamento leggermente a scarpa chiuso alla sommità da una cornice a toro. Soluzione, questa, solitamente riscontrabile nelle opere difensive di fondazione spagnola.
Rimangono a testimonianza delle cinque porte d'ingresso alla città vecchia:
- Porta Luce

Situata sulla via omonima, ad ovest del centro storico, prende il nome dalla vicina chiesa e santuario della Madonna della Luce. Fu ricostruita nel 1795 e presenta un arco a tutto sesto sul quale è impostato lo stemma della città di Galatina.
- Porta Nuova

Porta Nuova conosciuta anche come Porta San Pietro per via della statua del santo che la sovrasta, è posta in prossimità del nucleo più antico della città. Ha subito vari rimaneggiamenti e ricostruzioni; l'aspetto attuale è settecentesco e mostra un unico fornice inquadrato da due paraste impostate su alti basamenti. Una cornice leggermente aggettante percorre, con andamento spezzato, la superficie individuando due ordini. Nella parte superiore si sviluppa un timpano dal profilo mistilineo chiuso da due volute laterali, sulla cui sommità è posta la statua raffigurante San Pietro. Al centro dell'arcata è visibile lo stemma della città. L'intero stemma, circondato da eleganti volute, è sormontato dalla corone concessa da Ferdinando IV di Borbone per l'elevazione di Galatina al rango di Città.
- Porta Cappuccini

In origine nota come Porta San Giorgio, Porta Cappuccini assunse il suo nome in quanto permetteva ai frati, che avevano il loro convento in questa zona fuori dalle mura, di raggiungere, attraverso uno stretto vicolo (oggi via Angelo d'Aruca), il Monte della Pietà da essi fondato nel XVI secolo all'interno del circuito cittadino. L'attuale accesso fu aperto nel 1725, ma venne totalmente rimaneggiato nel 1803. Presenta un solo fornice a tutto sesto. La semplice superficie del prospetto principale, realizzata in conci di pietra, è percorsa da una cornice leggermente aggettante riproposta anche nel coronamento. Il prospetto interno è, invece, arricchito da un camminamento delimitato da una balaustra con gruppi di tre pilastrini sagomati alternati a quelli decorati a motivi vegetali e floreali.

### Altro
- Nella villa comunale è presente il monumento ai caduti della prima guerra mondiale, una scultura in bronzo ritraente un soldato che imbraccia un fucile vero.

## Società

### Evoluzione demografica
Abitanti censiti

### Etnie e minoranze straniere
Al 31 dicembre 2020 a Galatina risultano residenti 757 cittadini stranieri. Le nazionalità principali sono:

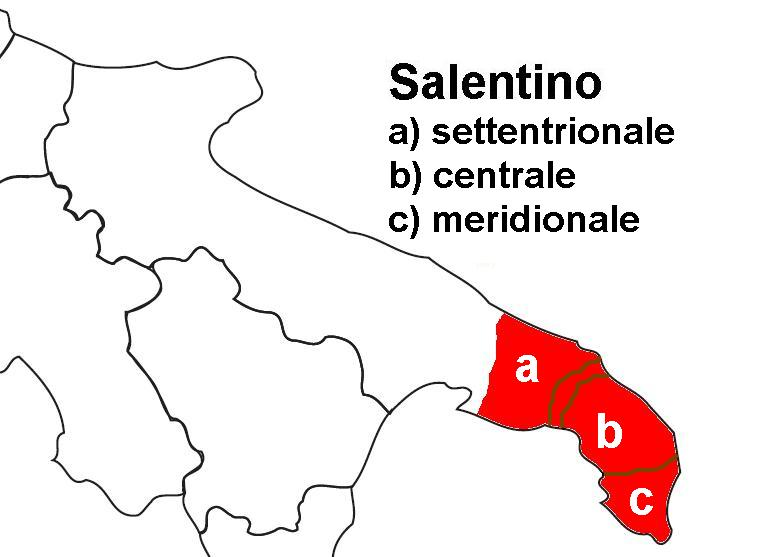
Diffusione del dialetto salentino

- Romania - 177
- Albania - 101
- Senegal - 57
- Pakistan - 53
- Nigeria - 50
- Cina - 50
- Marocco - 26

### Dialetto
Il dialetto parlato a Galatina è il dialetto salentino nella sua variante centrale che corrisponde al dialetto leccese. Il dialetto salentino si presenta carico di influenze riconducibili alle dominazioni e ai popoli stabilitisi in questi territori che si sono susseguite nei secoli: messapi, greci, romani, bizantini, longobardi, normanni, albanesi, francesi, spagnoli.

## Cultura

### Istruzione

#### Biblioteche
- Biblioteca civica "Pietro Siciliani" (dal 1886)

#### Scuole
Insistono a Galatina:
- sette scuole dell'infanzia;
- cinque scuole elementari;
- due scuole medie;
- l'Istituto d'Istruzione Secondaria Superiore P. Colonna, che comprende Liceo Classico, Liceo Artistico e Liceo delle Scienze Umane;
- l'Istituto d'Istruzione Secondaria Superiore Laporta/Falcone-Borsellino, che comprende l'ex I.T.C. Laporta e l'ex I.I.S.S. Falcone e Borsellino ;
- l'Istituto D'Arte Toma;
- il Liceo Scientifico e Linguistico Statale A. Vallone;

#### Musei
- Museo Civico "Pietro Cavoti" (fondato il 15/1/1936)

### Media

#### Editoria
La casa editrice Congedo, fondata nel 1968, conta numerose collane di archeologia, filologia, filosofia, linguistica, storia, storia dell'arte, storia della letteratura, storia patria e tradizioni, cultura locale. Particolarmente curato è il settore Medioevo e Rinascimento. Una parte della produzione viene dedicata agli illustrati e all'editoria di taglio divulgativo e turistico.

### Musica
Tipica, ma non solo di Galatina, è la pizzica, legata storicamente al fenomeno del tarantismo.

### Cucina

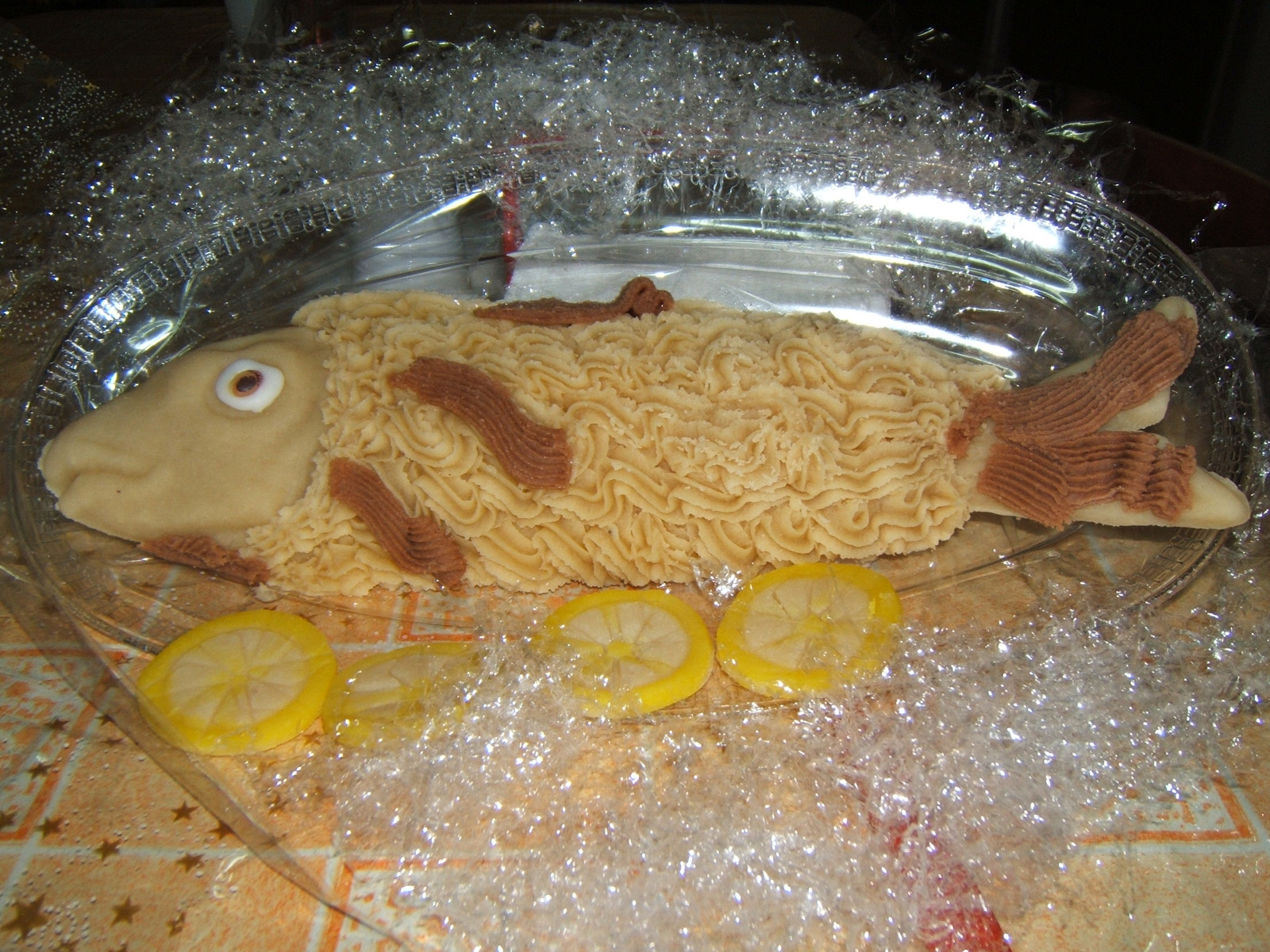
Pesce di pasta di mandorle

Il pane è preparato in diverse varianti come le pucce, con olive nere o senza, e le friselle.
Tipico piatto sono le verdure selvatiche, le municeddhre (chiocciole), la carne di cavallo alla pignata (cucinata nelle tradizionali terracotte), le cadde cadde (pagnottelle con ripieno di grano pestato e pizzaiola, o prosciutto e mozzarella).
Dolci tradizionali sono il pasticciotto (pasta frolla con all'interno crema pasticciera) e gli africani (biscotti fatti con tuorlo d'uovo e zucchero), mentre durante le festività di Natale si preparano le carteddhrate e i porceddhruzzi e a Pasqua le cuddhrure, oltre a molti altri a base di pasta di mandorla. Particolarmente elaborati i dolci con riproduzioni di frutta come i fichi d'India, con o senza la foglia verde, o l'agnellino pasquale con la bandiera rossa della resurrezione. I vini tipici sono Negroamaro, Primitivo, Malvasia, Fiano e Chardonnay.

### Eventi
La Fiera campionaria di giugno, con le sue 58 edizioni, è una vetrina espositiva per il commercio, l'industria e l'artigianato, finalizzata alla valorizzazione dei prodotti locali.
La prima Mostra mercato venne inaugurata il 26 giugno del 1949 dal prefetto Grimaldi alla presenza del sindaco di allora, l'onorevole Luigi Vallone.
Nel 1984, lasciata la vecchia sede di piazza Cesari, la Fiera nazionale di Galatina si trasferisce nella prestigiosa struttura del quartiere fieristico.
Nel 1995 la gestione della campionaria viene affidata all'Ente autonomo fiere di Verona. Nello stesso anno, per iniziativa dell'amministrazione comunale, viene istituito l'ente Fiera di Galatina e del Salento, con la partecipazione dell'amministrazione provinciale e della Camera di commercio.
Presso il quartiere fieristico di Galatina si svolgono importantissime manifestazioni in tema di matrimoni e abiti da sposa di alta moda; qui nel 2007 si è tenuta una delle più significative tappe del Motor-show del Salento, con la partecipazione di numerosi piloti nazionali e internazionali e successo di pubblico, che ha assistito allo spettacolo offerto dalle auto sportive in gara.
- Mercato settimanale: ogni giovedì.
- Festa dei santi patroni Pietro e Paolo: 28-30 giugno.
- Torneo internazionale di tennis femminile (Circolo Tennis): maggio-giugno
- Estate galatinese, spettacoli musicali in piazza durante il periodo estivo
- I Concerti del Chiostro, rassegna di musica classica e jazz di grande prestigio (estate e capodanno)
- Raduno Bandistico "Città di Galatina", manifestazione musicale: Prima decade di luglio
- Manifestazione canora "Giovani Realtà": luglio

- Galatina in moda Sfilata di alta moda: 3ª decade di luglio
- La notte medievale: centro Storico, seconda metà di luglio
- Sagra dell'Anguria (nella frazione di Collemeto): terza decade di luglio
- Sagra del peperone e della melanzana (fraz. di Collemeto): seconda decade di agosto
- Calici di stelle, degustazione di vino nel centro storico: 10 agosto
- Manifestazione storico-turistico-culturale “Galatina…come eravamo”
- Mostra ornitologica (Quartiere fieristico): seconda-terza decade di novembre
- Fiera di Santa Caterina: terza decade di novembre

## Economia
L'economia è basata prevalentemente sul commercio e sull'agricoltura (soprattutto olio d'oliva, vino e ortofrutta) anche se non mancano attività industriali nel settore delle costruzioni (cementificio, piastrelle, mattoni forati), meccanica e tipografiche, oltreché attività artigianali nel settore della tessitura, del ricamo, della ceramica e della lavorazione dei metalli.
Il comune aderisce all'Associazione Nazionale Città del Vino ed è città d'arte.
| Settore                          | Imprese 2006 | Addetti 2006 | Imprese 2010 | Addetti 2010 | Imprese 2011 | Addetti 2011 |
| -------------------------------- | ------------ | ------------ | ------------ | ------------ | ------------ | ------------ |
| Agricolo                         | 512          | 620          | 512          | 620          | 512          | 620          |
| Estrattivo/Manifatturiero        | 300          | 1268         | 204          | 986          | 178          | 782          |
| Costruzioni                      | 169          | 411          | 260          | 730          | 258          | 690          |
| Commercio/Trasporti/Ristorazione | 1091         | 1669         | 822          | 2072         | 846          | 2158         |
| Attività professionali /Servizi  |              |              |              |              | 683          | 1416         |

### Vini DOC

#### Vitigno Chardonnay
- Galatina bianco
- Galatina bianco frizzante
- Galatina Chardonnay

#### Vitigno Negroamaro
- Galatina Negroamaro
- Galatina rosato
- Galatina rosso

### Il cementificio
È una delle poche industrie esistenti nel territorio che danno lavoro soprattutto ad autisti di grossi camion ed a tecnici specializzati.
Già FedelCementi, il cementificio galatinese è divenuto in seguito parte del gruppo Colacem.
La presenza, a breve distanza, della pietra grigia di Soleto e dell'argilla di Cutrofiano hanno storicamente determinato il sito del cementificio a metà strada tra Galatina e Corigliano d'Otranto.
Questo ha comportato per molti anni (durante il boom edilizio degli anni sessanta) la presenza in zona di una coltre di polvere che, cadendo dalle ciminiere dell'altoforno a ciclo continuo, ha "disturbato" la villeggiatura di non pochi galatinesi, che in contrada "Piani" avevano costruito le proprie ville estive.
Ora potenti filtri permettono di ridurre al minimo le emissioni di polveri e tutto il ciclo di produzione viene monitorato elettronicamente.
Si è inoltre sviluppato un notevole incremento delle esportazioni del prodotto finito, tramite il vicino porto di Otranto, verso Albania e paesi limitrofi.

## Energia
Nel 2003 è stato inaugurato l'elettrodotto Italia-Grecia, una linea ad alta tensione in corrente continua (HVDC) tra Galatina e Aetos in Grecia. Attraverso un cavo sottomarino questa linea collega le due nazioni.

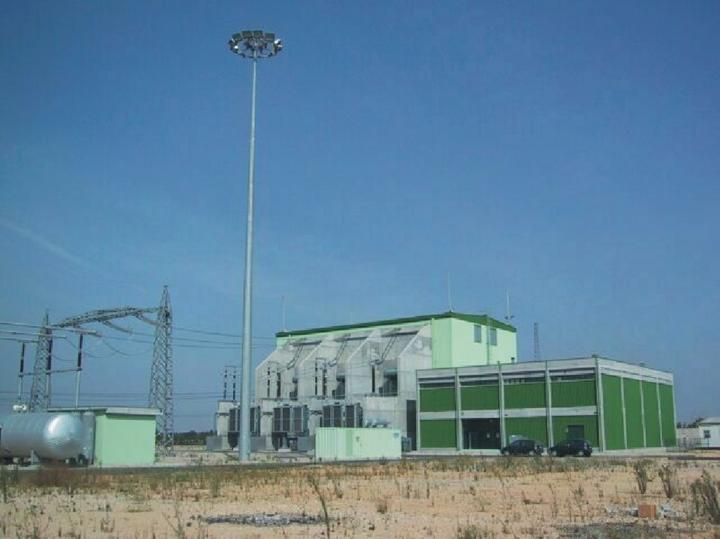
Stazione HVDC di Galatina

## Infrastrutture e trasporti

### Ferrovie
La città è servita da una stazione ferroviaria posta sulla linea Lecce-Gallipoli delle Ferrovie del Sud Est.

### Strade
Vi si può arrivare dalla strada statale 16 Adriatica che collega Lecce con Maglie, dalla strada statale 101 che collega Lecce con Gallipoli, dalla provinciale 362 da Lecce, dalla provinciale 47 da Soleto o da Galatone, dalla provinciale 41 da Collepasso-Noha, dalla provinciale 18 da Copertino-Collemeto e dalla provinciale 33 da Corigliano d'Otranto.

### Aeroporti
L'aeroporto di Lecce-Galatina, situato 7 km a nord della cittadina e ricadente in gran parte nel territorio comunale, è ad esclusivo uso militare: la struttura, inaugurata nel 1946 ed intitolata al tenente pilota Fortunato Cesari, medaglia d'oro al valor militare, è utilizzata dall'Aeronautica Militare ed è sede del 61º Stormo e del 10º Reparto Manutenzione Velivoli. Negli anni settanta, l'aeroporto venne aperto anche al traffico commerciale.

## Amministrazione

### Sindaci storici
| Periodo | Periodo | Primo cittadino         | Partito | Carica  | Note   |
| ------- | ------- | ----------------------- | ------- | ------- | ------ |
| 1464    |         | Federico Mezio          |         | Sindaco |        |
| 1514    |         | Marcantonio Zimara      |         | Sindaco |        |
| 1518    |         | Giorgio Mori            |         | Sindaco |        |
| 1540    |         | Altobello Vernaleone    |         | Sindaco |        |
| 1625    |         | Accursio Mezio          |         | Sindaco |        |
| 1685    |         | Giovanni Tommaso Mongiò |         | Sindaco | [ 24 ] |
| 1762    |         | Angelo Mongiò           |         | Sindaco |        |
| 1792    |         | Vincenzo Vignola        |         | Sindaco |        |
| 1799    |         | Donato Vernaleone       |         | Sindaco |        |
| 1803    |         | Domenico Cadura         |         | Sindaco |        |
| 1834    |         | Diego Mongiò            |         | Sindaco | [ 25 ] |
| 1849    |         | Domenico Galluccio      |         | Sindaco | [ 25 ] |

### Dall'Unità d'Italia al 1945
| Periodo | Periodo | Primo cittadino    | Partito | Carica      | Note   |
| ------- | ------- | ------------------ | ------- | ----------- | ------ |
| 1861    | 1866    | Antonio Dolce      |         | Sindaco     | [ 26 ] |
| 1867    | 1869    | Giuseppe Galluccio |         | Sindaco     |        |
| 1870    | 1876    | Luigi Papadia      |         | Sindaco     |        |
| 1877    | 1884    | Giacomo Viva       |         | Sindaco     | [ 27 ] |
| 1887    |         | Raffaele Papadia   |         | Sindaco     |        |
| 1888    | 1890    | Pasquale Micheli   |         | Sindaco     |        |
| 1891    | 1894    | Pasquale Galluccio |         | Sindaco     | [ 28 ] |
| 1895    | 1900    | Mario Micheli      |         | Sindaco     |        |
| 1909    | 1914    | Antonio Vallone    |         | Sindaco     |        |
| 1915    | 1923    | Vito Vallone       |         | Sindaco     |        |
| 1924    |         | Pietro Zanframundo |         | Comm. pref. | [ 29 ] |
| 1925    |         | Giuseppe Festa     |         | Comm. pref. | [ 29 ] |
| 1926    | 1935    | Domenico Galluccio |         | podestà     |        |
| 1936    | 1945    | Angelo Ancora      |         | podestà     |        |

### Sindaci dal dopoguerra
| Periodo           | Periodo           | Primo cittadino         | Partito                                                       | Carica              | Note   |
| ----------------- | ----------------- | ----------------------- | ------------------------------------------------------------- | ------------------- | ------ |
| 1946              | 1951              | Luigi Vallone           | Partito Liberale Italiano                                     | Sindaco             |        |
| 1951              | 1955              | Carmine D'Amico         |                                                               | Sindaco             |        |
| 1955              | 1956              | Celestino Galluccio     |                                                               | Sindaco             |        |
| 1956              | 1956              | Pietro Gaballo          |                                                               | Sindaco             |        |
| 1957              | 1957              | Luigi Vallone           | Partito Liberale Italiano                                     | Sindaco             |        |
| 1958              | 1958              | Biagio Chirienti        |                                                               | Sindaco             |        |
| 1959              | 1962              | Alberto Rizzelli        |                                                               | Sindaco             |        |
| 1962              | 1966              | Luigi Vallone           | Partito Liberale Italiano                                     | Sindaco             |        |
| 1967              | 1970              | Giovanni Fedele         |                                                               | Sindaco             |        |
| 1970              | 1973              | Luigi Vallone           | Partito Liberale Italiano                                     | Sindaco             |        |
| 1973              | 1978              | Mario Finizzi           | Partito Liberale Italiano                                     | Sindaco             |        |
| 1978              | 6 ottobre 1988    | Beniamino De Maria      | Democrazia Cristiana                                          | Sindaco             |        |
| 6 ottobre 1988    | 29 maggio 1989    | Beniamino De Maria      | Democrazia Cristiana                                          | Sindaco             | [ 29 ] |
| 22 luglio 1989    | 5 aprile 1991     | Vittorio Lagna          | Democrazia Cristiana                                          | Sindaco             | [ 29 ] |
| 5 agosto 1991     | 4 gennaio 1993    | Fedele Rigliaco         | Democrazia Cristiana                                          | Sindaco             | [ 29 ] |
| 4 gennaio 1993    | 2 marzo 1993      | Giuseppe Corciulo       | Democrazia Cristiana                                          | Sindaco             | [ 29 ] |
| 2 marzo 1993      | 22 giugno 1993    | Nicola Russo            |                                                               | Comm. pref.         | [ 29 ] |
| 22 giugno 1993    | 11 febbraio 1996  | Zeffirino Rizzelli      | -                                                             | Sindaco             | [ 29 ] |
| 24 giugno 1996    | 1º maggio 2000    | Giuseppe Garrisi        | Cristiani Democratici Uniti                                   | Sindaco             | [ 29 ] |
| 1º maggio 2000    | 27 luglio 2000    | Giuseppe Garrisi        | centro-destra                                                 | Sindaco             | [ 29 ] |
| 11 giugno 2001    | 21 febbraio 2006  | Giuseppe Garrisi        | Forza Italia                                                  | Sindaco             | [ 29 ] |
| 21 febbraio 2006  | 30 maggio 2006    | Francescopaolo Di Menna |                                                               | Comm. straordinario | [ 29 ] |
| 30 maggio 2006    | 12 settembre 2009 | Alessandra Antonica     | centro-sinistra                                               | Sindaco             | [ 29 ] |
| 12 settembre 2009 | 13 aprile 2010    | Alberto Capuano         |                                                               | Comm. straordinario | [ 29 ] |
| 13 aprile 2010    | 22 dicembre 2011  | Giovanni Carlo Coluccia | centro-sinistra                                               | Sindaco             | [ 29 ] |
| 22 dicembre 2011  | 15 giugno 2012    | Matilde Pirrera         |                                                               | Comm. pref.         | [ 29 ] |
| 25 maggio 2012    | 22 agosto 2016    | Cosimo Montagna         | SEL, IdV, PRC-PdCI, PD, lista civica: Cosimo Montagna sindaco | Sindaco             | [ 29 ] |
| 22 agosto 2016    | 25 giugno 2017    | Guido Aprea             |                                                               | Comm. pref.         | [ 29 ] |
| 25 giugno 2017    | 27 giugno 2022    | Marcello Amante         | lista civica                                                  | Sindaco             | [ 29 ] |
| 27 giugno 2022    | in carica         | Fabio Vergine           | lista civica                                                  | Sindaco             | [ 29 ] |

### Gemellaggi
- Novi Grad, dal 1997
- Sapes, dal 1999

## Sport
La squadra di calcio locale è la Pro Italia Galatina, che gioca nel locale stadio Giuseppe Specchia, e che ha raggiunto la serie C2 all'inizio degli anni ottanta.
La storica squadra di pallavolo locale è la Showy Boys Galatina, fondata nel 1967. La Showy Boys nacque come una rappresentativa che riuniva gli atleti di squadre partecipanti ai campionati del Centro Sportivo Italiano (CSI). Nel 1970 divenne un'entità agonistica autonoma e con un proprio organico fisso. La pallavolo a Galatina prese il via proprio con la Showy Boys, per poi esprimersi a buoni livelli nazionali, anche in Serie A2, il massimo campionato disputato, nella stagione sportiva 1982-1983. Oggi il club prosegue la propria attività nei campionati regionali e con la Scuola Volley rivolta al settore giovanile maschile e femminile. La Showy Boys è Scuola Regionale di pallavolo, riconosciuto Centro Coni e premiata dalla Fipav con il Marchio d'Argento quale Certificazione di Qualità per l'attività giovanile. Dal 2020 è affiliata al Vero Volley Network. www.showyboys.com
Altra realtà pallavolistica della città di Galatina è la Salento Best Volley S.B.V. Galatina A.S.D..
Quanto al tennis, tra il 1979 ed il 1983 si è svolto il Galatina Challenger, un torneo professionistico a cadenza annuale.